# Manitoba
Manitoba es una de las diez provincias que, junto con los tres territorios, conforman las trece entidades federales de Canadá. Su capital y ciudad más poblada es Winnipeg. Está ubicada en el centro del país, limitando al noroeste con Territorios del Noroeste, al norte con Nunavut, al noreste con la bahía de Hudson, al este con Ontario, al sur con los Estados Unidos y al oeste con Saskatchewan.
La provincia tiene una superficie de 649 950 km² en la que predominan las praderas y un clima continental, con miles de lagos y muchos ríos. La economía del territorio se basa en la agricultura que se practica en las fértiles zonas del sur y el oeste de la provincia. Otros sectores económicos importantes son el transporte, la manufactura, la minería, la explotación forestal, la energía y el turismo.
La capital y mayor localidad de Manitoba es Winnipeg, octava ciudad de Canadá en población y hogar del 60 % de los habitantes de la provincia. Winnipeg es la sede del gobierno provincial y en ella se encuentran la Asamblea Legislativa de Manitoba y el Tribunal de Apelación de Manitoba, que es el máximo órgano judicial. Cuatro de las cinco universidades de Manitoba, sus equipos deportivos profesionales y la mayor parte las actividades culturales están en Winnipeg.
Los comerciantes de pieles llegaron por primera vez al territorio de la actual Manitoba a finales del siglo XVII y la zona pasó a ser el corazón de la Tierra de Rupert, propiedad de la Compañía de la Bahía de Hudson. Manitoba alcanzó la categoría de provincia de Canadá en 1870, después de la Rebelión del Río Rojo. En 1919 se produjo en Winnipeg una huelga general y poco después la región resultó muy afectada por la crisis económica conocida como Gran Depresión. Estos hechos llevaron a la creación de lo que acabaría convirtiéndose en el Nuevo Partido Democrático de Manitoba, uno de los principales partidos políticos de la provincia.
Su actual primero ministro es Wab Kinew, perteneciente al Nuevo Partido Democrático de Manitoba.

## Etimología
El nombre Manitoba se cree que está derivado de las lenguas cree, ojibway, o assiniboine. El nombre deriva del cree manitou-wapow u ojibwa manidoobaa, lo que significa “estrechos de Manitu, el Gran Espíritu", un lugar en referencia a lo que ahora se llama The Narrows en el centro del lago Manitoba.

## Aspectos históricos
Tres diferentes tribus nativoamericanas habitaban en la región que actualmente constituye a la provincia de Manitoba, en la época de la llegada de los primeros colonos europeos al continente: los cree, los assiniboines y los ojibwa.
Los primeros, a su vez, estaban divididos en tres subgrupos, cada uno con sus diferentes dialectos y aspectos culturales: Se trata de las tribus de los chippewyan, los wood cree y los plain cree.
Los assiniboines eran aliados de los cree. Los chippewya, en cambio, vivían al norte de Manitoba, los wood cree en los bosques del centro-sur, los plains cree y los assiniboines en las planicies del suroeste, y los ojibwa, sobre las llanuras del sureste, todas ellas siendo tribus nativas americanas nómadas.

### Primeros exploradores
Los primeros exploradores europeos en arribar a la actual Manitoba fueron los miembros de una expedición inglesa comandada por Thomas Button, en 1612. Desembarcaron en el litoral de la bahía de Hudson, pasaron el invierno de 1612 y 1613 en el estuario del río Nelson, y reivindicaron la región para la Corona británica.
Posteriormente, dos expediciones inglesas, dirigidas por Luke Foxe y Thomas James, desembarcarían en Manitoba, en el litoral de la bahía de Hudson, en 1631.
Por 1670, el rey Carlos II de Inglaterra cedió los derechos de comercio y administración de la provincia a la Compañía de la Bahía de Hudson. Esta zona formaba parte de un enorme territorio administrado por la susodicha compañía, conocido como Tierra de Rupert.
Este - incluyendo toda la región de la actual Manitoba - era tomada por los franceses, instalados en la colonia vecina de Nueva Francia. Durante las décadas de 1680 y 1690, tanto los británicos como los franceses instalaron diversos puestos comerciales en la región.
Rápidamente, se levantó una serie de tensiones y conflictos entre ambas potencias colonizadoras. En 1690, la Compañía de la Bahía de Hudson ordenó a Henry Helsey que encontrara nuevas fuentes de pieles de animales para su futura y eventual comercialización. Helsey exploró toda la región centro-sur de Manitoba, y logró persuadir a los nativo americanos del lugar - que vivían principalmente de la caza de bisontes - que enviaran sus pieles a los puestos comerciales de la Compañía, localizada al norte provincial.

### SigloXVIII
En 1731, el francés Pierre Gaultier de Varennes, sieur de La Vérendrye al mando de una expedición compuesta por traficantes de piel, partió de Montreal rumbo a la costa del océano Pacífico. Este construyó diversos fuertes entre la región del lago Superior y el río Saskatchewan, pasando a través de la región meridional de Manitoba, una de estas fortificaciones siendo Fort Rouge, en 1738, donde está localizada actualmente Winnipeg. Varennes estableció relaciones amigables con los nativoamericanos, que también se dispusieron a trabajar en el comercio de pieles.
Hacia 1763, tras la derrota francesa en la guerra franco-indígena, los franceses se vieron forzados a entregar la región a los británicos. Por un breve período, la Compañía de la Bahía de Hudson usufructuó un monopolio comercial bastante poderoso. Por ello, en la década de 1770, la Compañía del Noroeste fue fundada en Montreal, y pasó a competir con la de Hudson.
La Compañía del Noroeste fracasó poco después, pero fue reabierta en 1784. La Compañía de la Bahía de Hudson aún mantenía el control administrativo del territorio, pero, por decreto del gobierno del Reino Unido, fue obligada a permitirle a la Compañía del Noroeste operar en su jurisdicción.

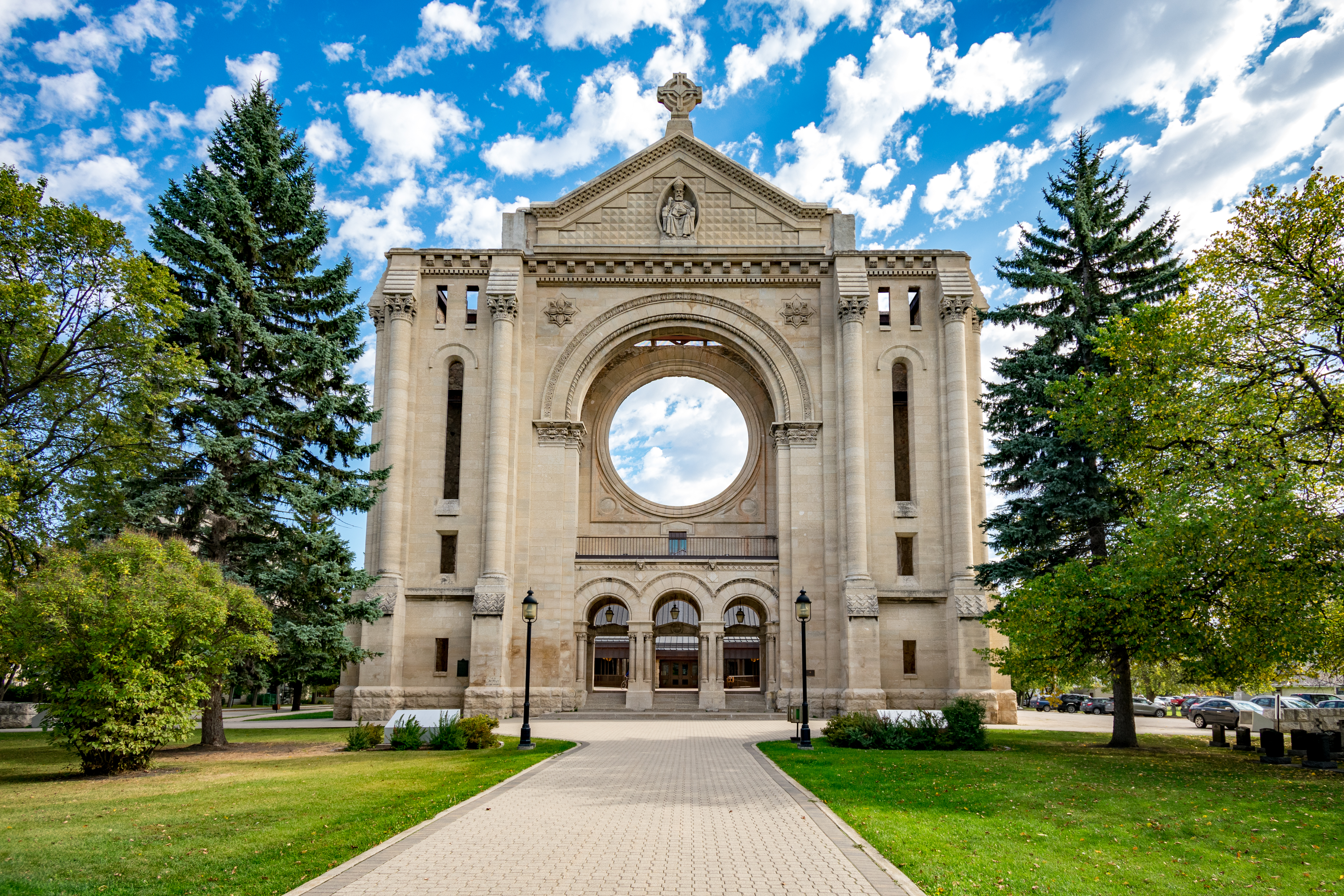
Catedral Basílica de San Bonifacio cuyo edificio original data de 1818, y que fue parcialmente destruida por un Incendio

### SigloXIX
En 1811, la Compañía de la Bahía de Hudson tenía el control de una amplia propiedad regional - que sumaba un total de 260 mil km² de superficie - para Thomas Douglas. Esta región incluía mucho de las actuales provincias canadienses de Manitoba y Saskatchewan, así como buena parte de los estados norteamericanos de Dakota del Norte y Minesota, un sector que sería conocido como Colonia del Red River. Douglas, entre 1812 y 1816, envió colonos escoceses e irlandeses a esos lugares, con el objetivo de intentar iniciar una práctica agrícola.
Las lluvias, las heladas y las fuertes tormentas de nieve arruinaron inicialmente los primeros planes de cultivo. Además de eso, estos colonos se habían instalado sobre el norte del área cedida por la Compañía de la Bahía de Hudson a Douglas, en una región donde la Compañía del Noroeste disponía de sus principales bases de operación.
Los alimentos comenzaron a escasear, y se tuvo que acudir a las fuentes alimenticias que hasta ese momento eran consumidas solo por los aborígenes. La situación se agravó en 1815, cuando la Compañía de Hudson prohibió la venta de alimentos por parte de los nativoamericanos a la Compañía del Noroeste, así como la exportación de alimentos más allá de los límites de la Tierra de Rupert.
Miembros de esta última atacaron a los colonos de la colonia de Red River, en tanto que los métis - una tribu aborigen descendiente de nativoamericanos y colonos europeos, y que hablaban primariamente francés - cuya principal fuente de renta era la venta de alimentos para la Compañía del Noroeste, de la cual los métis eran íntimos aliados, atacaron a miembros de la Compañía de la Bahía de Hudson, durante la batalla de Seven Oaks, que resultó en victoria de los métis. Las hostilidades continuaron hasta 1821, cuando los hombres de Hudson y la Compañía del Noroeste se fusionaron. La práctica bien lograda de la agricultura tendría, sin embargo, su mejor momento a partir de la década de 1840.

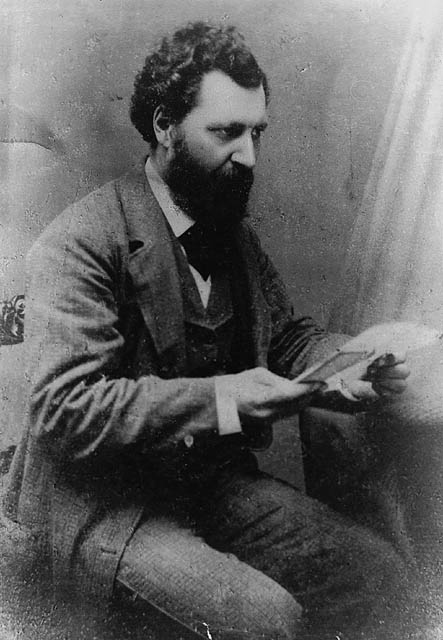
Louis Riel lideró la Rebelión de Red River entre 1869 y 1870.

En 1867, la Confederación canadiense fue formada, por las colonias británicas de "Canadá", Nuevo Brunswick y Nueva Escocia, que juntas pasaron a constituir al país, el único de Gran Bretaña. Dos años después, en 1869, la Compañía de la Bahía de Hudson acordó ceder todas sus tierras al gobierno canadiense. Así, la provincia actual de Manitoba pasó a formar parte de Canadá.
Esta medida no fue del entero agrado de los metis, que temían que grandes números de ciudadanos canadienses - especialmente colonos anglófonos - se instalaran en su hábitat, y los asimilaran culturalmente. En 1869, Louis Riel lideró una rebelión en Fort Gary, actual Winnipeg. Ésta, que duró hasta 1870, pasó a ser conocida como la Rebelión de Red River, y se vio marcada por la expulsión de Thomas Scott - un anglófono que fue condenado por traición.

#### Ley Manitoba
En 1870, el gobierno canadiense, en un intento por poner fin a la rebelión, cedió a los métis una Carta de Derechos, a través del Manitoba Act,  que efectivamente creaba a Manitoba. Esta nueva provincia, para ese entonces, contaba con apenas el 5,6% de su territorio actual, y ocupaba el cantón sureste de la actual Manitoba, que pasaría a convertirse en la quinta provincia canadiense el 15 de julio de 1870.
La elevación de la región de Red River a la categoría de provincia provocó que un gran número de colonos venidos de otras partes del país decidieran instalarse en sus confines, en estas situación los metis no recibieron la anhelada protección contra la asimilación cultural. Estos nuevos habitantes, en su mayoría anglófonos, se convirtieron poco después en la comunidad mayoritaria de Manitoba.

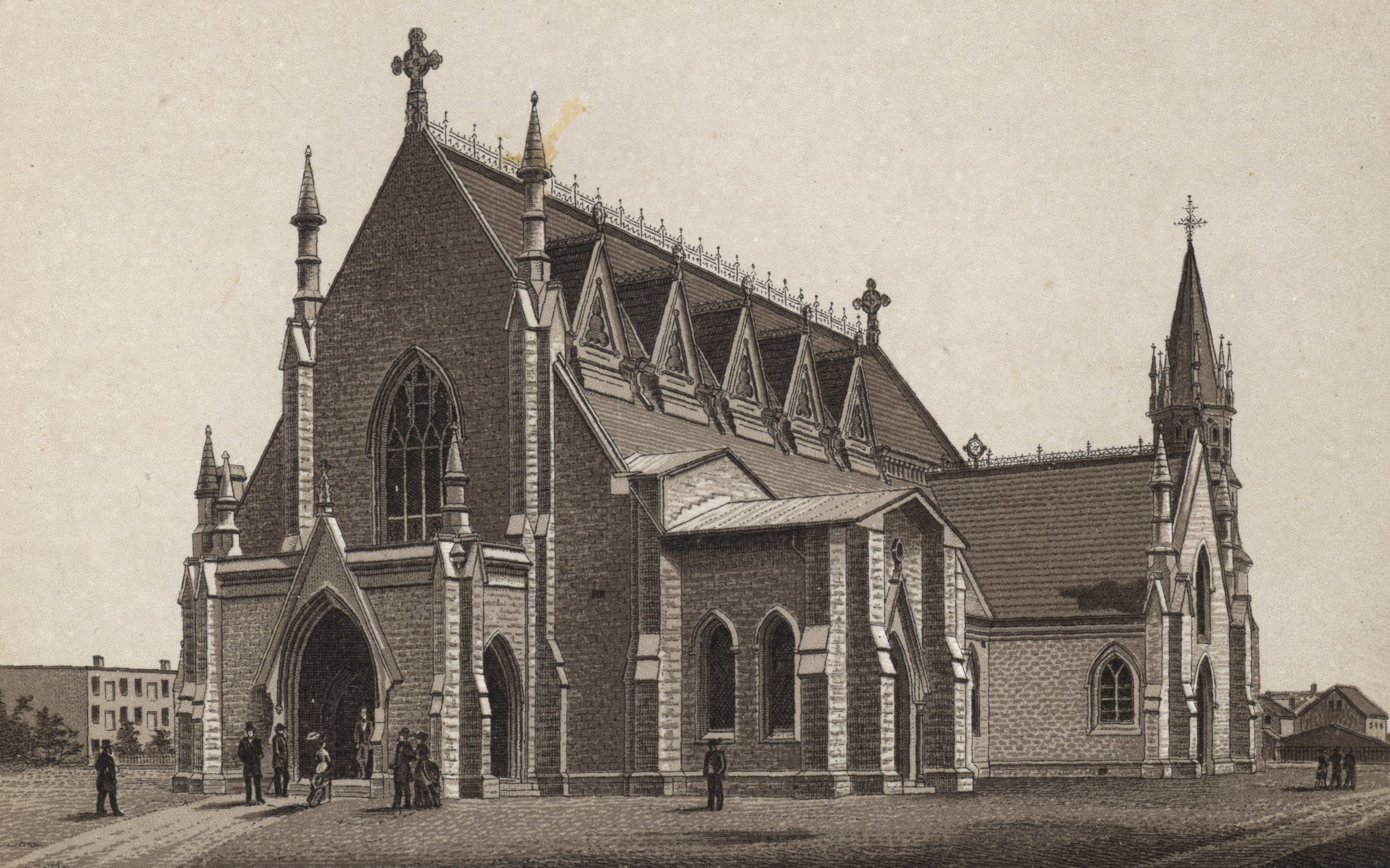
Catedral anglicana de la Santísima Trinidad en Winnipeg en 1889

Entre 1871 y 1881, la población de la provincia había incluso sobrepasado el doble de sus habitantes, de 25.228 personas en 1871 a 62.260 en 1881. El gobierno de Manitoba inmediatamente revocó muchos de los derechos concedidos a los metis a través del Manitoba Act. Una de las principales garantías era el acceso a la educación en francés.
A finales de la década de 1870 los colegios y las instituciones de enseñanza pública y privada dejaron, por ley, de dictar las clases en francés, relegándo este idioma a un segundo plano. Como consecuencia, un gran número de metis decidieron emigrar hacia el oeste, en dirección a las actuales provincias de Saskatchewan y Alberta.
La industria agraria de Manitoba prosperó tras asumir las funciones típicas de una nueva provincia, especialmente en lo que concernía al cultivo de trigo. Comenzaría a exportar este cereal a otras regiones (a Estados Unidos y a otras partes del país) en 1876, transformándolo en su mayor fuente de ingreso.

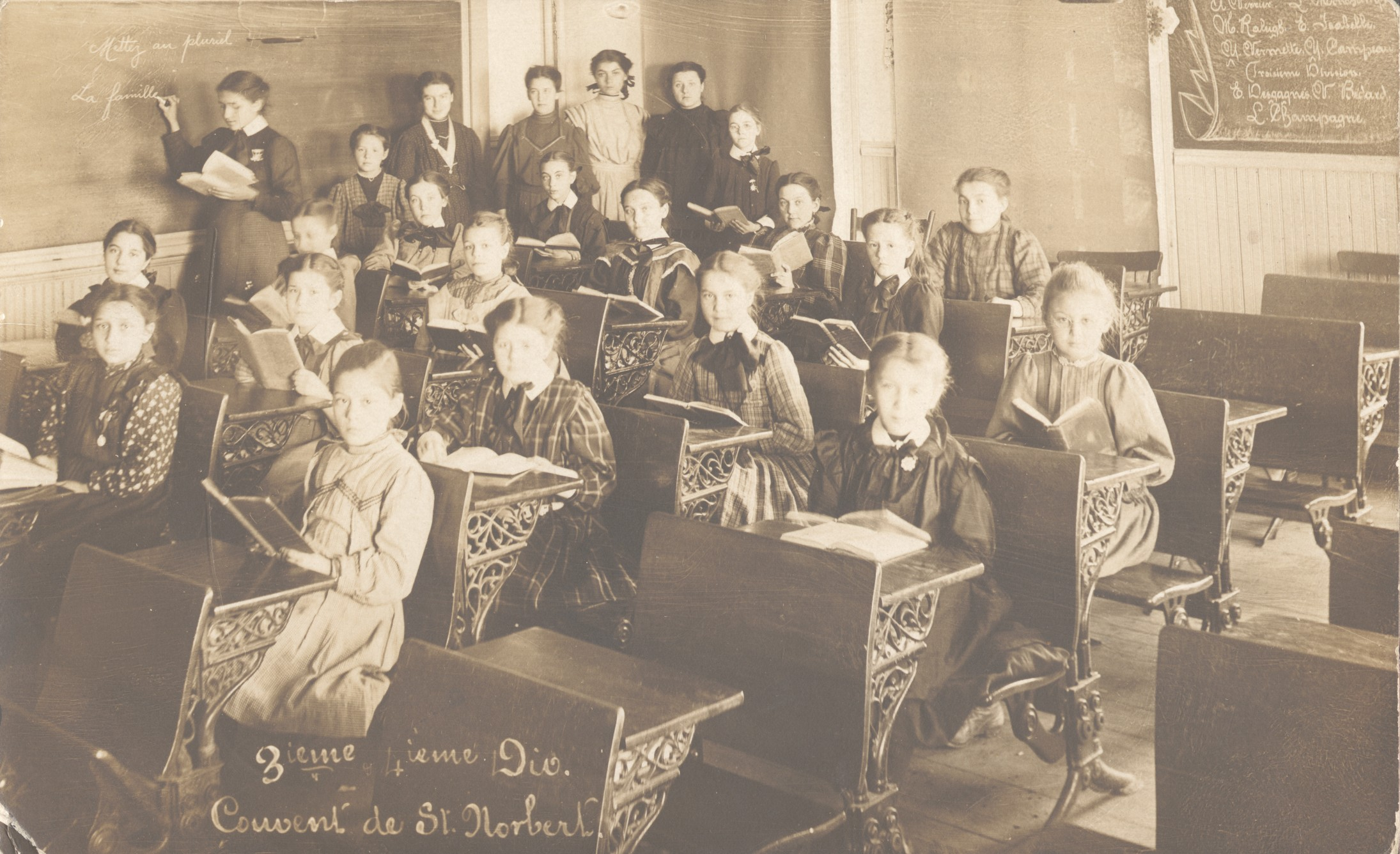
Una clase de niñas en el convento de San Norberto de Manitoba en 1910. Las pizarras tienen texto en francés.

Hacia 1878, fue inaugurada la primera vía férrea que conectaba a la ciudad con otras comarcas - específicamente, con St. Paul en Minesota. Durante el comienzo de la década de 1880, un tren canadiense del Pacífico se encargó de comunicar a Winnipeg con las principales ciudades del este del subcontinente.
La inauguración completa de la ferrovía, en 1886, posicionó a la provincia en el centro de la primera malla ferroviaria transcontinental de América del Norte, e hizo de Winnipeg un gran centro ferroviario, lo que estimuló la producción de trigo, que ahora podría ser fácilmente transportado hasta puertos localizados en los Grandes Lagos, y de ahí, rumbo a otros rincones del planeta.

### SigloXX

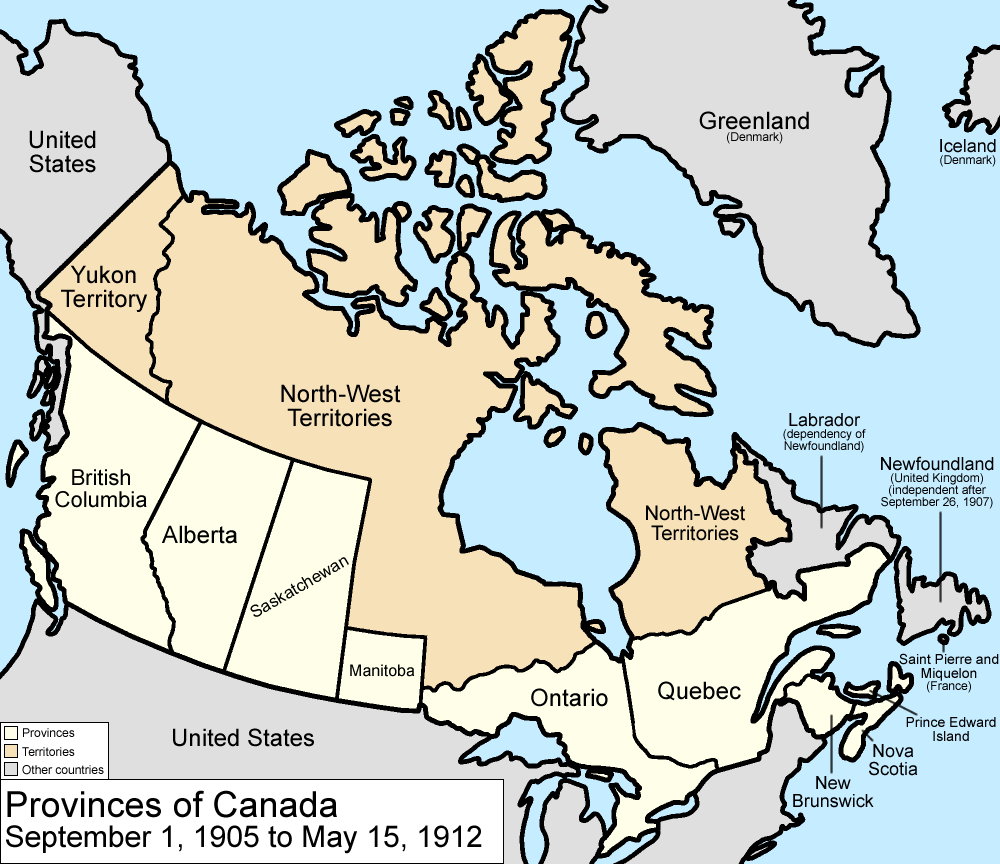
Manitoba en un mapa de Canadá de comienzos del.

El crecimiento poblacional de Manitoba continuó firme hasta la década de 1920. Una cierta cantidad de canadienses de otras partes de la nación, al igual que muchos inmigrantes - sobre todo alemanes, ucranianos, ingleses, escoceses e irlandeses - se instalaron en la provincia.
La explotación de trigo en Manitoba se incrementó drásticamente durante este gran período. De 1871 a 1912, los límites territoriales de Manitoba fueron gradualmente extendidos en dirección hacia el norte y el oeste. En 1912, la provincia adquiría sus actuales dimensiones.
La década de 1910 representó grandes agitaciones en el escenario político, social y económico de Manitoba. La Primera Guerra Mundial propició una mejoría en la industria agropecuaria provincial, estimulando su industrialización. Durante la guerra, el Partido Liberal de Canadá se hizo con el poder manitobeano, sustituyendo al Partido Conservador de Canadá, que había estado al mando de Manitoba entre 1900 y 1915.
Mientras que los conservadores se concentraban primordialmente en el crecimiento económico de la provincia, los liberales se ocupaban de la realización de diversas reformas, dando a las mujeres el derecho al voto, instituyendo derechos obreros y de educación obligatoria para jóvenes de hasta 14 años de edad.

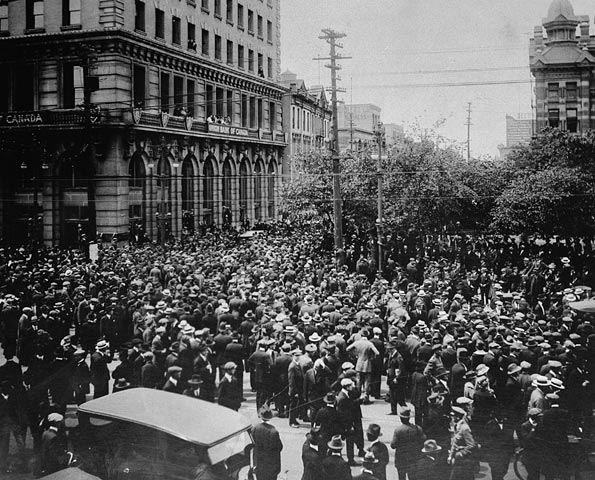
Huelguistas frente al ayuntamiento durante la huelga general de Winnipeg (21 de junio de 1919).

A pesar de las reformas, en general, los trabajadores no estaban conformes. Los salarios de los peones industriales permanecían por debajo de lo normal, al tiempo que los obreros reclamaban la falta de atención del gobierno provincial en relación con el sector agropecuario de Manitoba. En mayo de 1919, Winnipeg fue testigo de una gran huelga general organizado por 52 cooperativas y sindicatos diferentes. Esta marcha dio lugar a diversos conflictos violentos entre huelguistas y policías.
El gobierno de Manitoba, cuando esta confrontación, ignoró la medida, y se esforzó en continuar abasteciendo a los servicios anteriormente llevados a cabo por los trabajadores en huelga. Este proceder dio resultado, y la huelga terminó en junio, por decisión de sus convocantes. El partido Obreros Unidos de Manitoba asumió el poder en 1922.

#### La Gran Depresión
Manitoba fue una de las provincias mayormente afectadas por la Gran Depresión. Dependía de la exportación de trigo para otros países, y la repentina subida de los precios en los meses previos al quiebre de la bolsa de Nueva York volcó en un retroceso que perduraría a lo largo de los años 1930.
Además de eso, los obreros de Manitoba sufrieron también con períodos prolongados de sequía; muchos de ellos abandonaron sus propiedades y se dirigieron rumbo a las ciudades; otros, simplemente, emigraron a otras provincias en busca de nuevas opciones de empleo.
La tasa de crecimiento poblacional decreció considerablemente en ese intervalo. La depresión fue una de las causas de creación de nuevos partidos políticos en la provincia, que posteriormente se darían a conocer en el resto del país: la Federación Corporativa de la Commonwealth, que se pasaría a llamarse más tarde Nuevo Partido Democrático, y el Partido del Crédito Social.
Los saldos negativos de la provincia solo acabaron con el ingreso del país en la Segunda Guerra Mundial, luego de los enfrentamientos armados. Esto aumentó notablemente la demanda de productos agrarios en general y dio pie a la industrialización del comercio. Un gran lote de fábricas fue construido durante la guerra. El ligero crecimiento de la industria manufacturera perseveró al término de la Segunda Guerra Mundial, en tanto que la industria agropecuaria entró en receso, a causa del aumento de precios en los productos dentro del mercado internacional.
Al final de la década de 1940, la manufactura había superado a la agropecuaria como la principal fuente de renta en la provincia. La modernización de esta última y el ascenso de la industria manufacturera hicieron que grandes números de obreros se trasladaran desde áreas rurales del Estado hasta la metrópoli, con preferencia en Winnipeg.

#### Segunda Guerra Mundial

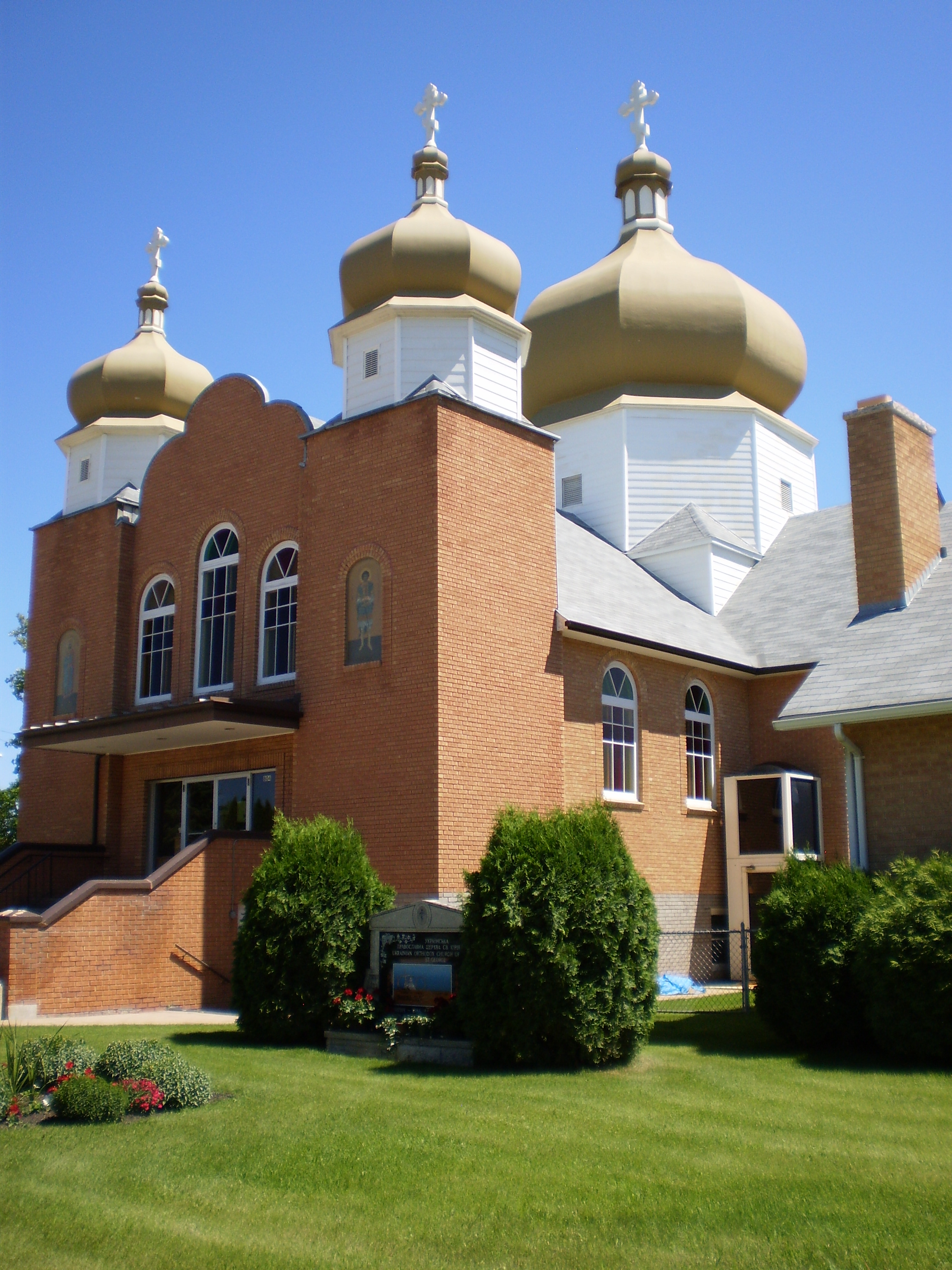
Iglesia Ortodoxa Ucraniana de Dauphin establecida en 1959

En 1945, los geólogos descubrían grandes depósitos de cobre, níquel y zinc en el noroeste de Manitoba. La minería se convirtió en una fuente de renta importante para la provincia. Para las décadas de 1950 y 1960, la provincia ya era uno de los principales centros productores de níquel en el mundo, siendo hasta nuestros días la segunda mayor productora del continente americano, superada tan solo por la provincia vecina de Ontario. Durante el apogeo de los años 50, Manitoba desarrolló su propio sistema de generación y distribución eléctrica, y en torno a 1955, todas las áreas rurales disponían de este servicio.
La industrialización de Manitoba ocasionó un período de acelerado crecimiento poblacional durante la segunda mitad del siglo XX. Como consecuencia, pocas fábricas pasaron a ser construidas en la provincia a partir de finales de la década de 1960. La disminución del sector manufacturero de Manitoba - que desde 1950 era su principal fuente de ingreso - decayó sensiblemente junto al crecimiento poblacional. Desde entonces, la población ha ido creciendo gradualmente, pero a un ritmo lento, excepto por un corto período que hubo entre 1981 y 1986.

#### Francés lengua oficial
Por 1979, el Manitoba Act, que había declarado al francés como una lengua no-oficial en Manitoba, e impedía consecuentemente su difusión en centros educativos y su uso para trámites legales, fue juzgado de inconstitucional por la Corte Suprema de Canadá. En 1985, este órgano ordenó que Manitoba tradujera todas sus 4500 leyes provinciales a lengua francesa, y se comenzara con la instrucción pública en aquel idioma, en comunidades con una población francófona significante.

## Geografía

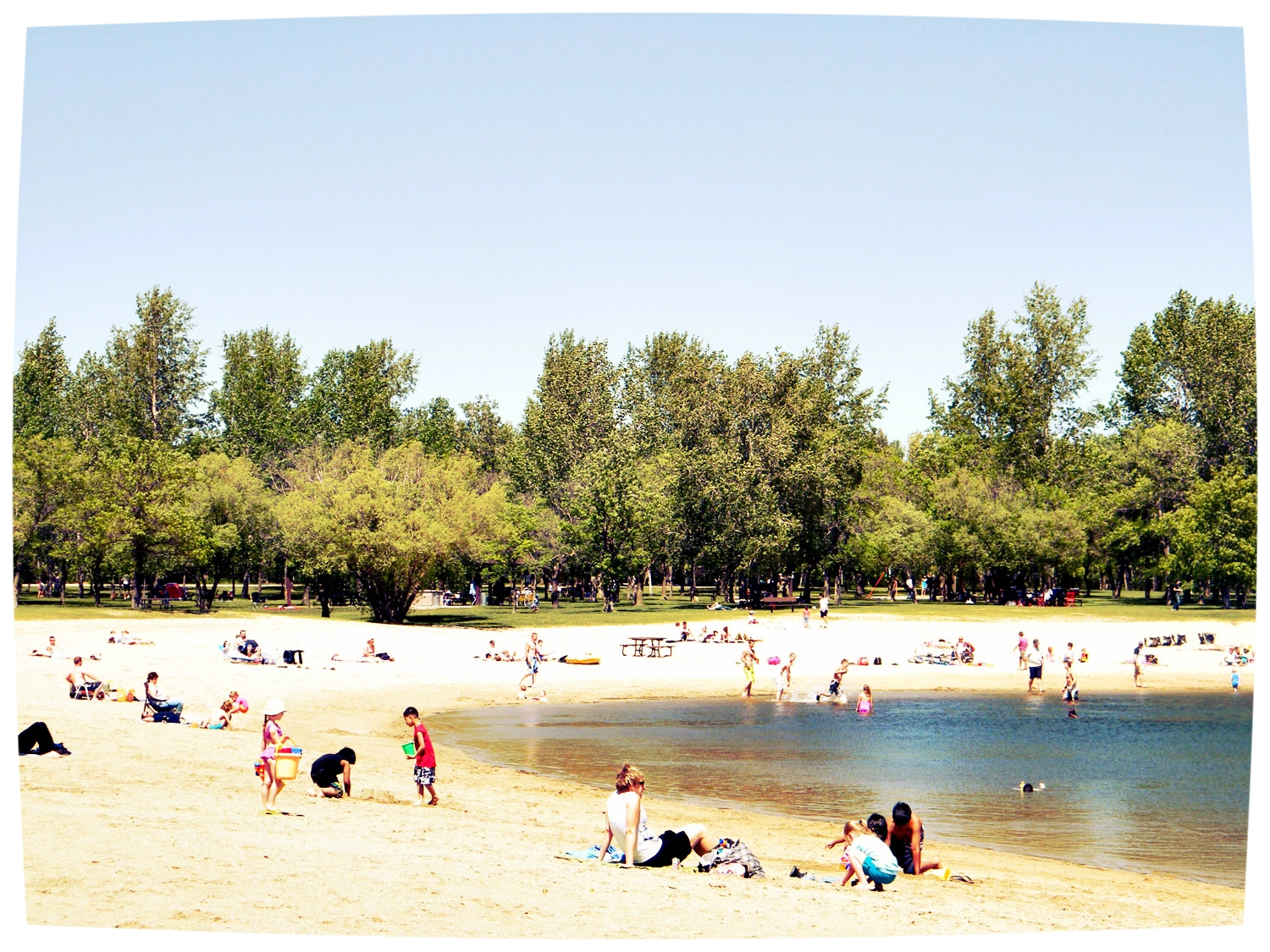
Una playa en el Parque provincial de St. Malo, Manitoba

Manitoba se halla localizada en el centro longitudinal de Canadá, aunque se la considera parte de la región occidental. Limita al oeste con Saskatchewan, al este con Ontario, al norte con Nunavut y la bahía de Hudson, y al sur con los estados norteamericanos de Dakota del Norte y Minesota. Su territorio ocupa una superficie de 553.556 km².
La provincia posee una costa a lo largo de la bahía de Hudson y tiene el décimo lago de agua dulce mayor del mundo, el lago Winnipeg, próximo a otros dos lagos de similar tamaño: el lago Manitoba y el lago Winnipegosis. Las aguas manitobeanas cubren una superficie aproximada del 14,5% del territorio o, lo que es lo mismo, 94.241 km². El Winnipeg es el lago más extenso del sur canadiense y es una de las pocas y extrañas regiones del planeta en conservar sus líneas divisorias intactas.
Los grandes ríos que fluyen en sentido este al lago Winnipeg son muy prístinos, sin mayores funciones a destacar. Muchas islas e islotes pueden ser encontrados junto al muelle oriental de este gran lago. Además, hay miles de lagunas a lo largo de la provincia. Los cursos fluviales más destacados incluyen al río Rojo del Norte, al Assiniboine, al Nelson, al Winnipeg, al Hayes y al Churchill.
| Nombre          | Área neta (km²) | Área con islas (km²) | Altura (m s. n. m.) |
| --------------- | --------------- | -------------------- | ------------------- |
| Winnipeg        | 23 760          | 24 387               | 217                 |
| Winnipegosis    | 5164            | 5374                 | 254                 |
| Manitoba        | 4607            | 4624                 | 248                 |
| Southern Indian | 2015            | 2247                 | 254                 |
| Cedar           | 1321            | 1353                 | 253                 |
| Island          | 1043            | 1223                 | 227                 |
| Gods            | 1061            | 1151                 | 178                 |
| Cross           | 590             | 755                  | 207                 |
| Playgreen       | 652             | 657                  | 217                 |
| Dauphin         | 519             | 519                  | 260                 |
| Granville       | 429             | 490                  | 258                 |
| Sipiwesk        | 346             | 454                  | 183                 |
| Oxford          | 349             | 401                  | 186                 |
| Molson          | 391             | 400                  | 221                 |

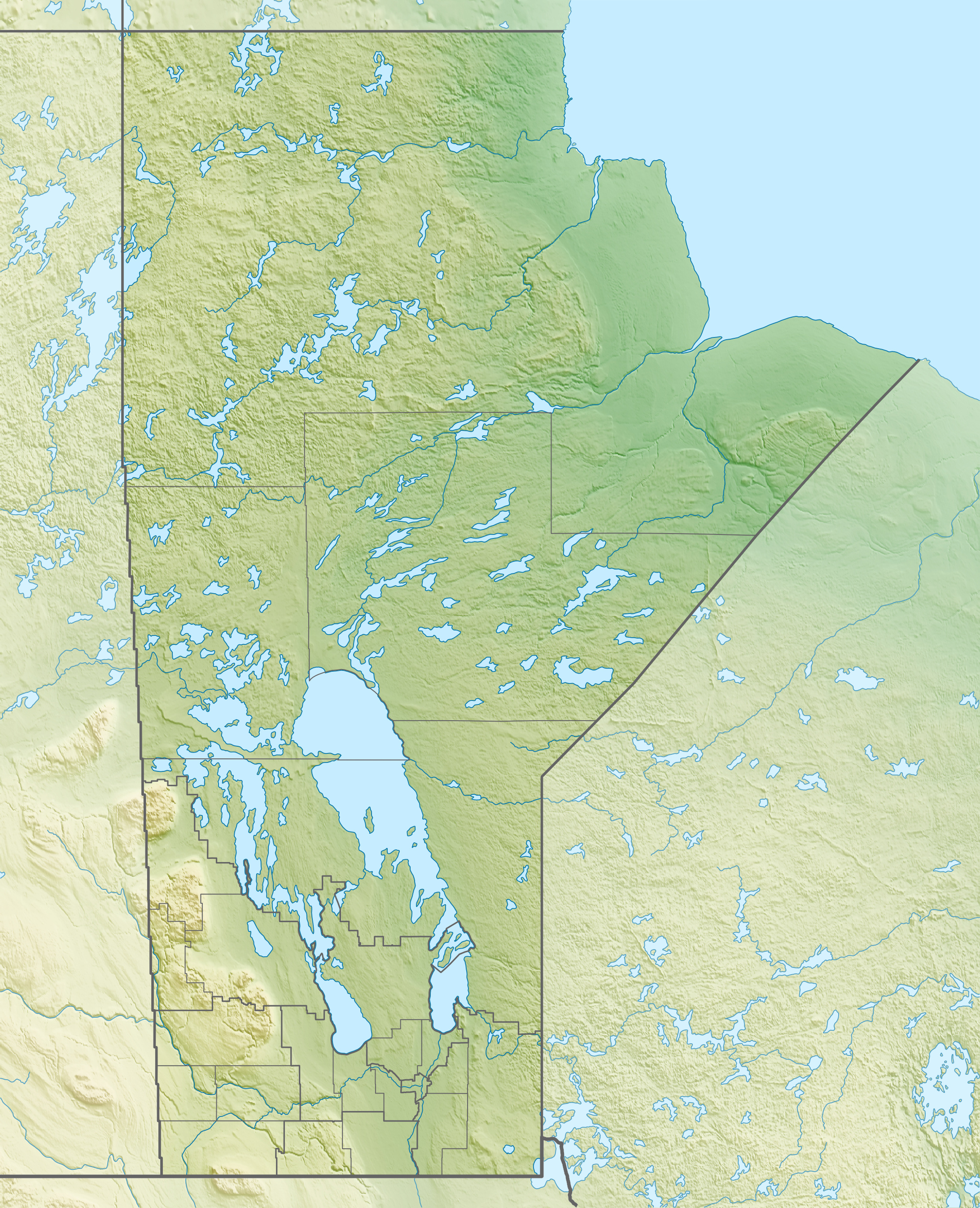
Relieve de Manitoba.

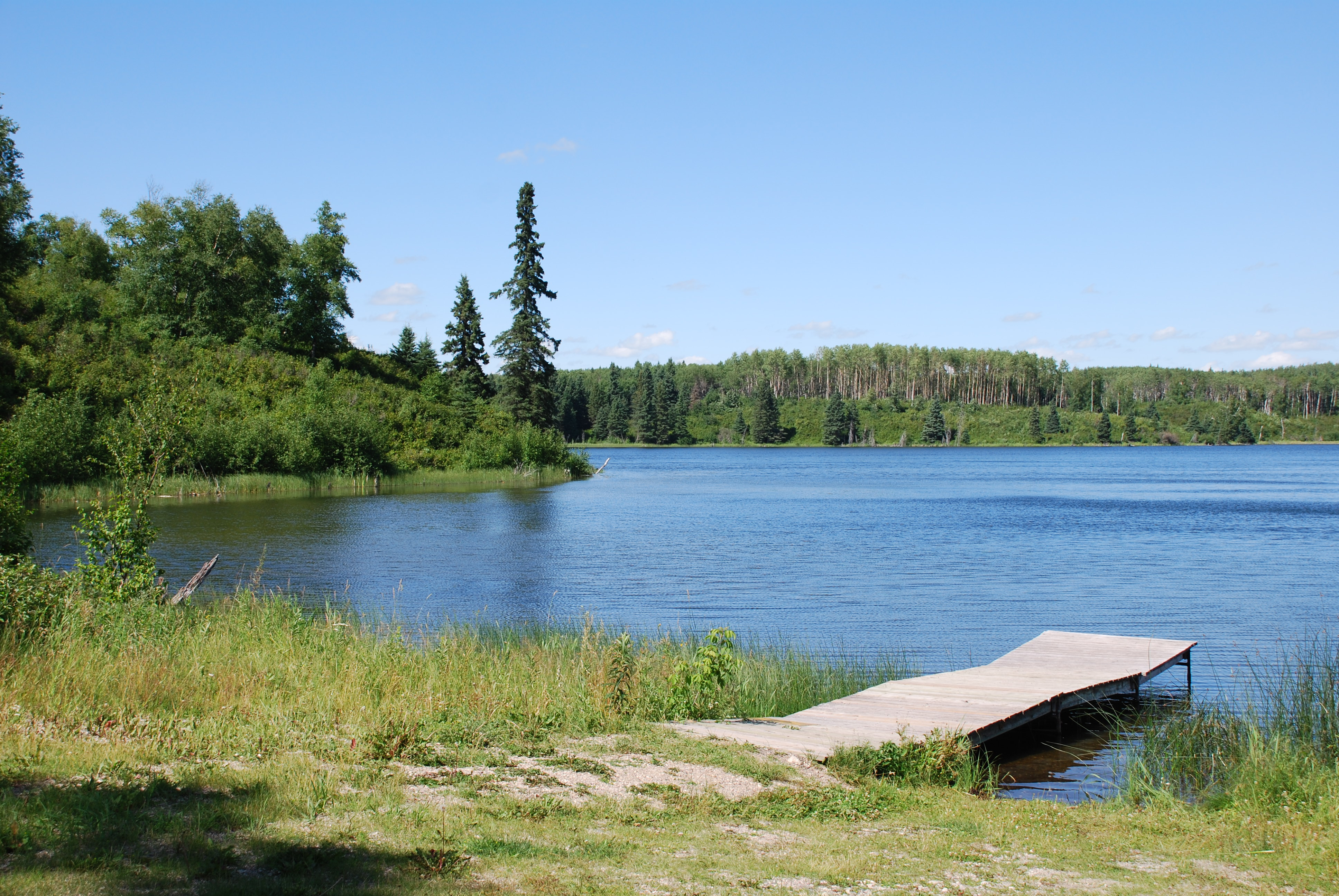
Lago Deep en el parque nacional Riding Mountain

La mayor parte del sur inhabitado de Manitoba, cerca de Winnipeg, es escenario de yacimientos prehistóricos que provienen del lago glacial Agassiz. Esta parte centro meridional es llana y salpicada por algunas colinas.
No obstante, existen numerosas áreas rocosas y serranas en la provincia, junto a tumultuosas dunas y montañas arenosas dejadas atrás por los glaciares. Baldy Mountain es el punto más elevado con 832 metros de altitud sobre el nivel del mar, y la costa de la bahía de Hudson es la más baja, a nivel marítimo. Otros ligeros accidentes geográficos lo componen las regiones de la montaña Riding, las Colinas de Pembina, el bosque provincial de los arenales, y el Escudo Canadiense.
El norte y este, prácticamente despoblados, presentan un panorama irregular de suelos formados de granito procedente del Escudo canadiense, entre los que sobresalen el parque provincial de Whiteshell, el provincial de Atikaki, y el de Nopiming. El parque provincial de Birds Hill era originalmente una isla sobre el lago Agassiz, tras derretirse los glaciares.

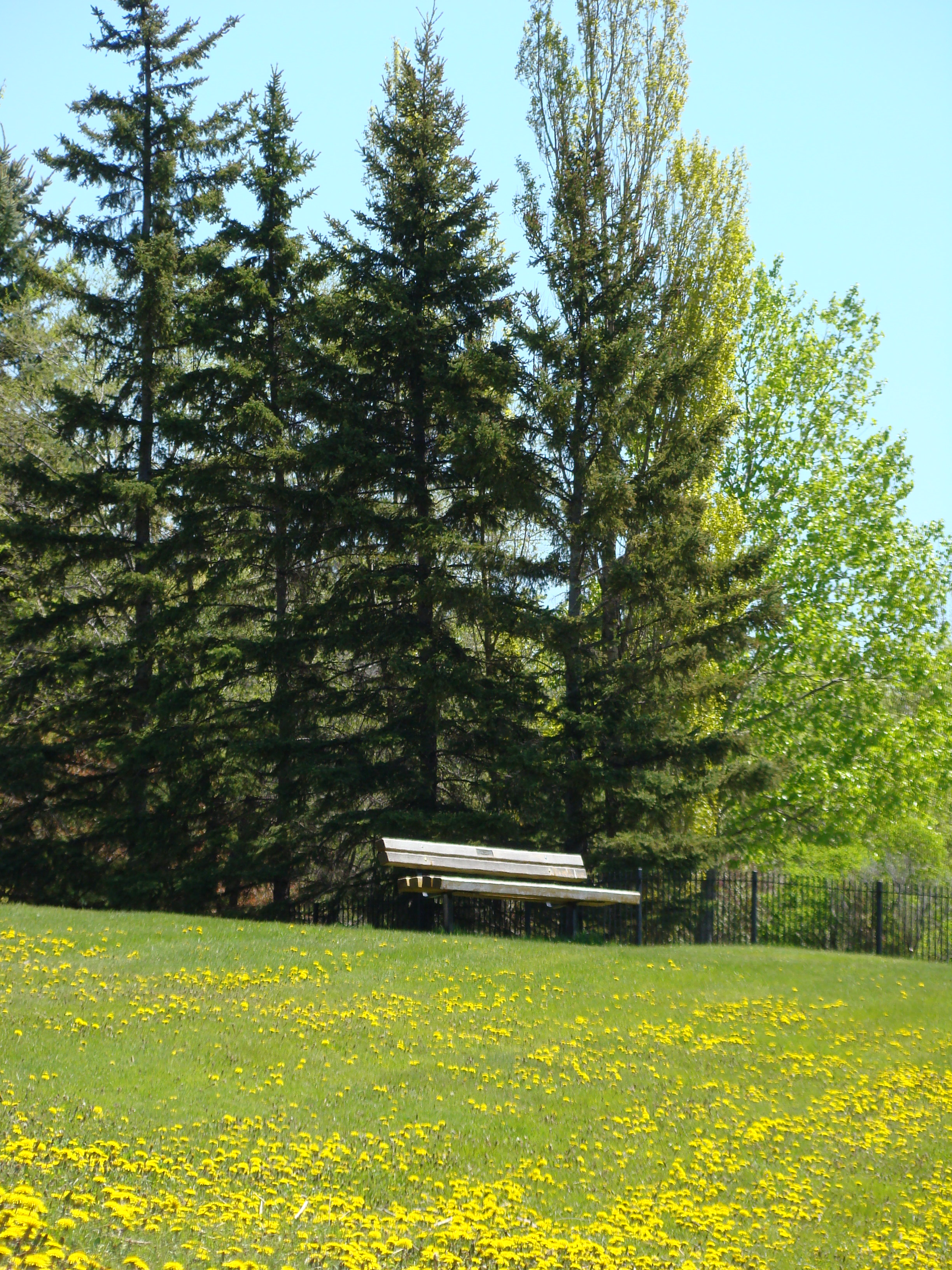
Manitoba en Verano

Tan solo los sectores meridionales de la provincia practican la agricultura de forma extensiva. El prototipo más común de granja encontrado en áreas rurales es aquel destinado a la cría de ganado (35,3 %), seguido del dirigido a la producción de aceite natural (25,8 %) y por los molinos harineros (9,8 %). Cerca del 11 % de las tierras de cultivo de Canadá se encuentran en Manitoba.
Los extremos este, sureste y norte están cubiertos de bosques de coníferas, "muskegs", Escudo canadiense, y tundra rumbo al norte. La zona forestal abarca unos 263.000 km². Su vegetación se compone de pinos, píceas, tamaracks, cedros, álamos, y abedules. Las vastas expensas de áreas forestales preservadas son consideradas por muchos naturalistas y deportistas como zonas silvestres prístinas.
Algunos de los últimos bosques boreales más grandes del mundo pueden ser localizados sobre el litoral oriental del lago Winnipeg, con tan solo rutas de invierno, sin desarrollo hidrovial, y unas pocas comunidades densamente pobladas. A todo lo antedicho, cabe mencionar que aún persisten ríos vírgenes sobre el este, y que nacen en el Escudo canadiense para desembocar en el Winnipeg.

### Hidrografía y Suelos
La provincia tiene costa en la bahía de Hudson, al noreste. Tiene unos ciento diez mil lagos que cubren más de cien mil kilómetros cuadrados, es decir, el 15% de su superficie. Los principales lagos son el lago Winnipeg, el lago Manitoba y el lago Winnipegosis. El lago Winnipeg es el décimo mayor del mundo por superficie. Los principales ríos son el río Rojo, el río Assiniboine, el río Nelson, el río Winnipeg, el río Hayes y el río Churchill.
Gran parte del sur de Manitoba ocupa el lecho del antiguo lago glaciar Agassiz. Esta región, sobre todo el valle del río Rojo, es llana y fértil. En ella vive la mayor parte de la población de la provincia. El punto más alto de Manitoba es la montaña Baldy, de 832 metros. Los principales accidentes geográficos de la provincia son la Montaña Riding, las Colinas Pembina (o Colinas Manitoba), el Bosque Provincial Sandilands y el Escudo Canadiense. Las zonas del norte y el este de la provincia, que se asientan sobre el escarpado lecho granítico del Escudo Canadiense, están escasamente pobladas.
La agricultura extensiva sólo se practica en la parte meridional de la provincia, aunque también se cultivan cereales en los alrededores de The Pas. La principal actividad agrícola es la cría de ganado (35%), el cultivo de cereales (19%) y la producción de aceite vegetal (8%). Aproximadamente el 12% de la tierra cultivable de Canadá se encuentra en Manitoba.

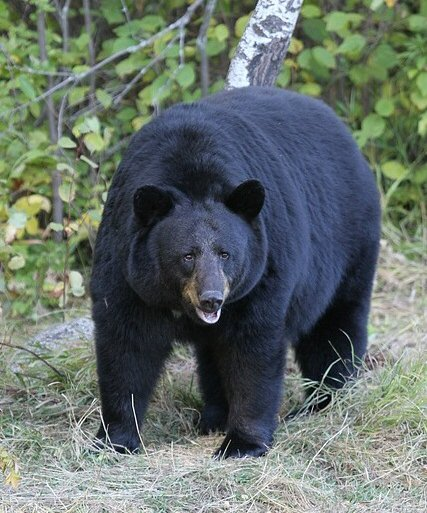
Oso negro americano (Ursus americanus) cerca del Parque Riding Mountain, Manitoba, Canadá.

### Flora y Fauna
Las comunidades naturales de Manitoba pueden agruparse en cinco ecozonas: llanuras boreales, praderas, escudo de la taiga, escudo boreal y llanuras de Hudson. Tres de ellas (taiga shield, boreal shield y llanura de Hudson) forman parte del bosque boreal de Canadá, que cubre el este, el sureste y el norte de la provincia.
Los bosques ocupan unos 263.000 kilómetros cuadrados (102.000 millas cuadradas), o el 48% de la superficie de la provincia. Los bosques están formados por pinos (pino piñonero, pino rojo, pino blanco oriental), abetos (abeto blanco, abeto negro), abeto balsámico, tamarack (alerce), álamos (álamo temblón, álamo balsámico), abedules (abedul blanco, abedul de los pantanos) y pequeñas zonas de cedro blanco oriental.
Dos secciones de la provincia no están dominadas por el bosque. El extremo noreste de la provincia, que bordea la bahía de Hudson, está por encima del límite arbóreo y se considera tundra. La pradera de hierba alta dominó antaño las regiones del centro-sur y el sureste, incluido el valle del río Rojo. La pradera de hierba mixta se encuentra en la región suroeste. La agricultura ha sustituido gran parte de la vegetación natural, pero aún se pueden encontrar praderas en parques y zonas protegidas; algunas destacan por la presencia de la orquídea de flecos de la pradera occidental, en peligro de extinción.

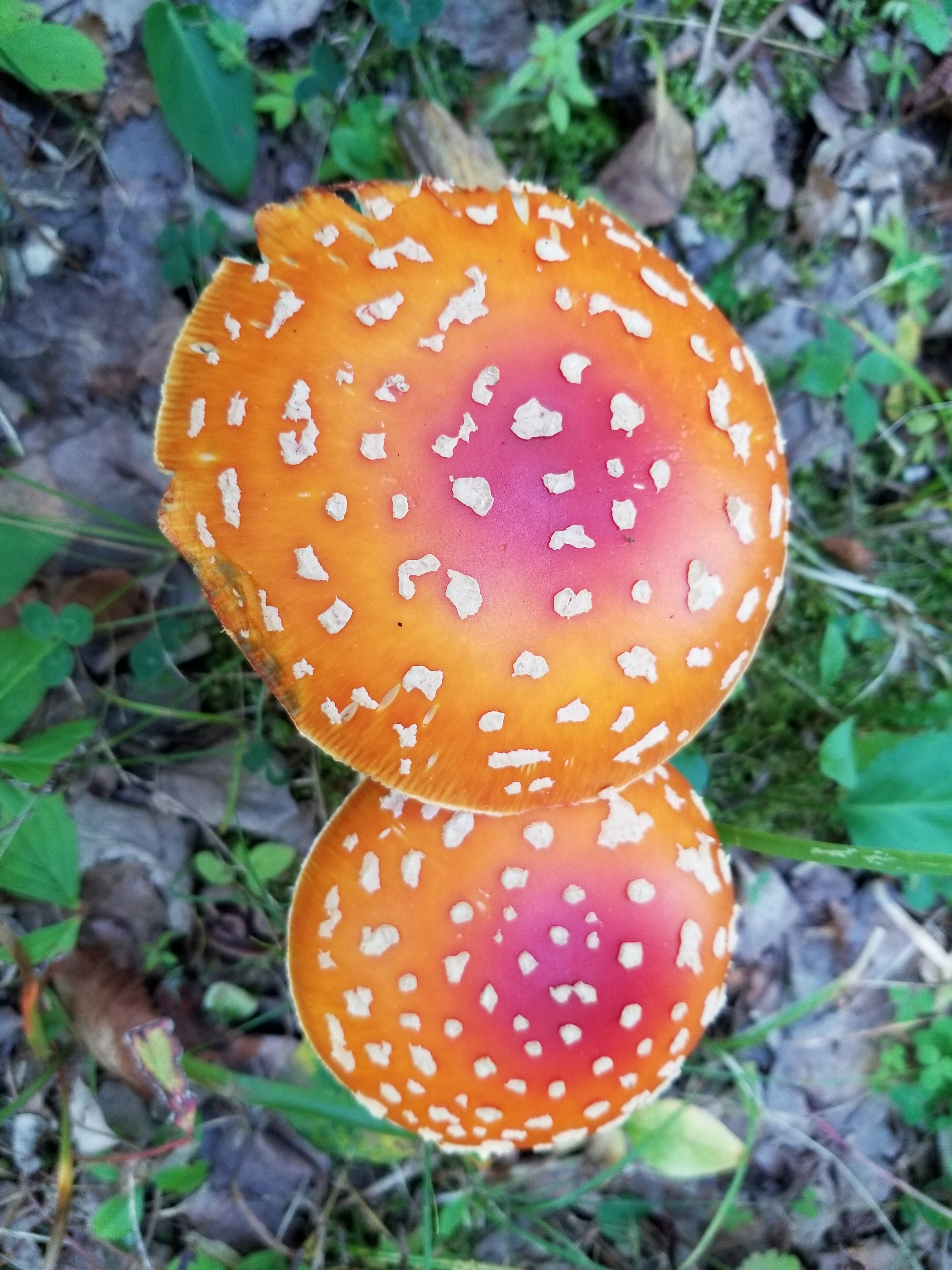
Hongos creciendo cerca de Pinawa, Manitoba.

Manitoba destaca especialmente por su población de osos polares septentrionales; Churchill es conocida comúnmente como la «capital del oso polar». En las aguas de la costa norte de la provincia habitan numerosas especies marinas, entre ellas la ballena beluga. Otras poblaciones de animales, como alces, ciervos de cola blanca, ciervos mulos, osos negros y pardos, coyotes, pumas, zorros rojos, linces canadienses y lobos grises, se distribuyen por toda la provincia, especialmente en los parques provinciales y nacionales. Cerca de Narcisse hay una gran población de culebras de liga de flancos rojos; las madrigueras de hibernación albergan estacionalmente la mayor concentración de culebras del mundo.
La diversidad de aves de Manitoba se ve reforzada por su posición en dos importantes rutas migratorias, con 392 especies identificadas, 287 de las cuales anidan en la provincia, entre las que se incluyen el búho gris, ave oficial de la provincia, y el halcón peregrino, en peligro de extinción.
Los lagos de Manitoba albergan 18 especies de peces de caza, en particular especies de trucha, lucio y lucioperca, así como muchos peces más pequeños.

### Clima

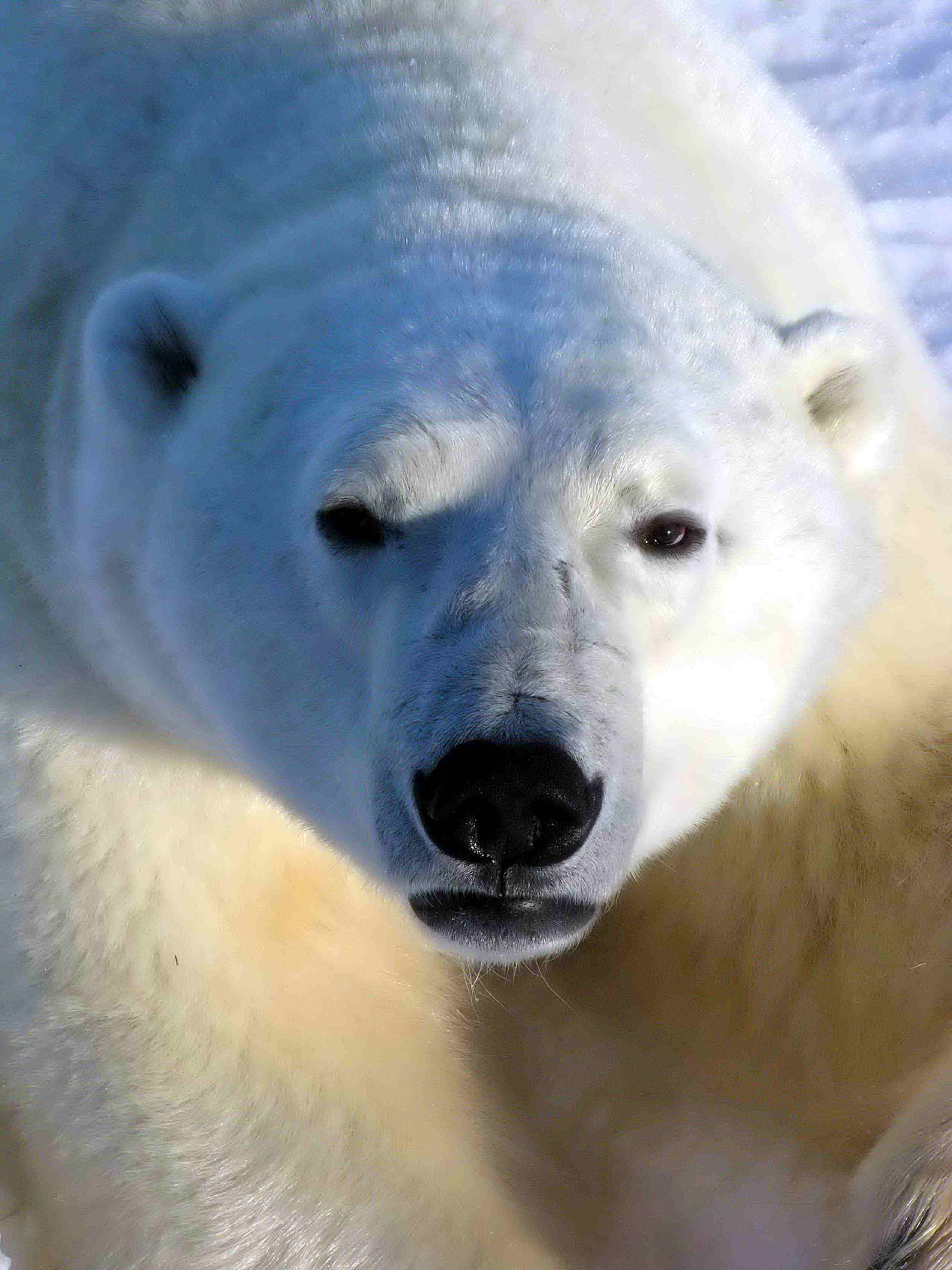
Oso polar del norte de Manitoba

El clima de Manitoba es característico de su localización en una latitud media septentrional. Por lo general, las temperaturas y las precipitaciones disminuyen de sur a norte. Los veranos son templados a cálidos, y los inviernos muy fríos. Tanto la primavera como el otoño son estaciones breves y contraídas.
Debido a que Manitoba se encuentra lejos de las influencias regularizantes de las cordilleras y de los embalses de agua (todos los grandes lagos se congelan durante el periodo invernal), y por su llanura, se encuentra expuesta a numerosos sistemas climáticos a lo largo del año, como por ejemplo, prolongadas rachas de frío cuando la alta presión de masas de aire de origen ártico penetran en su entorno. Esta es la razón por la cual la capital provincial ha sido a menudo apodada como "Winterpeg" (del inglés "winter", invierno). Es normal registrar menos 40 grados celsius en algunos días de invierno, y semanas con termómetros que no marcan más de 20 grados bajo cero.
En tiempo de verano, el clima es influenciado por bajas presiones de masa atmosférica que proceden del Golfo de México, resultando en cálidas y húmedas condiciones que suelen tornarse en frecuentes tormentas eléctricas y tornados cada año. Por último, Manitoba es uno de los lugares más soleados de Canadá y Norteamérica.

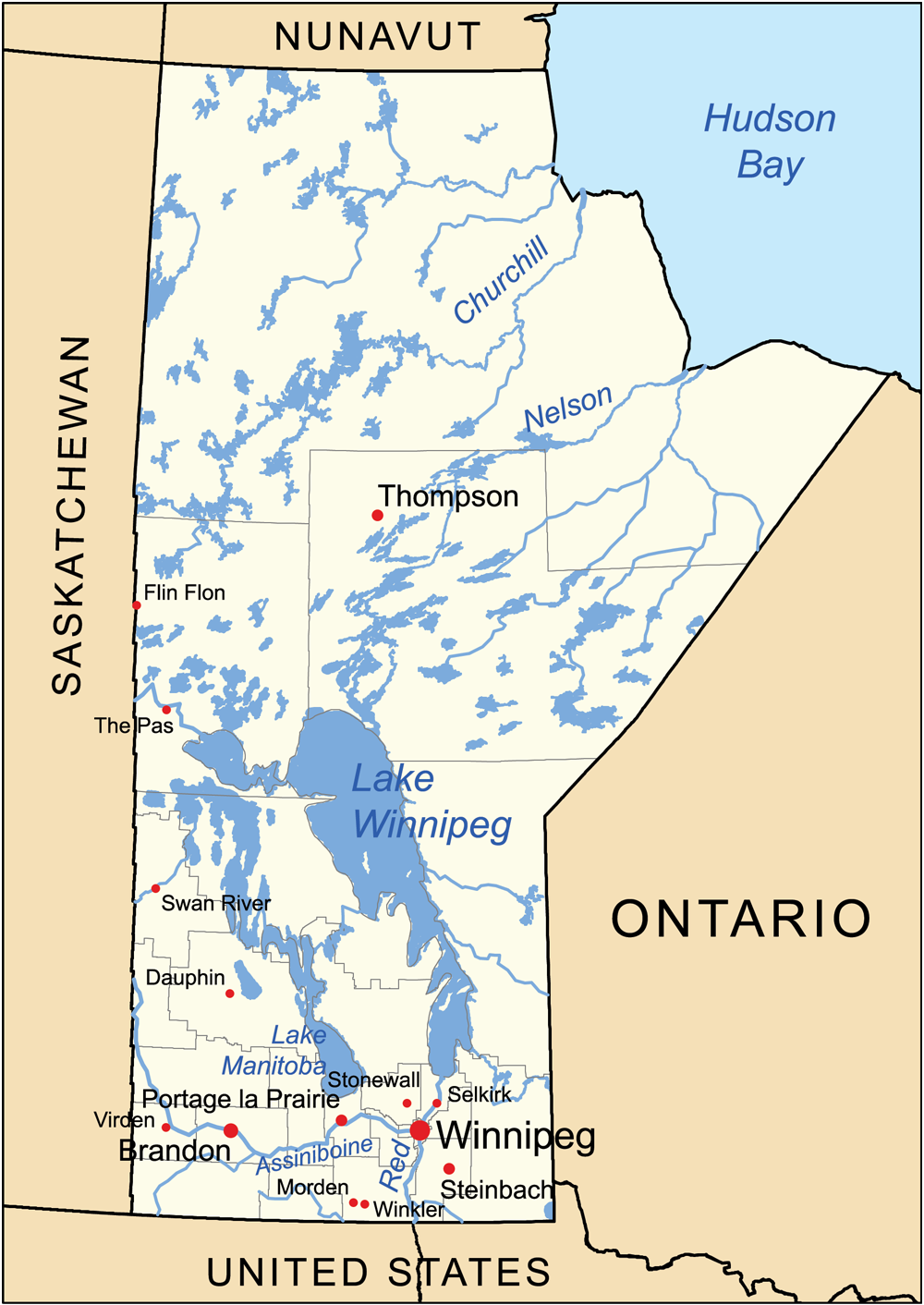
Mapa de Manitoba que muestra la localización de las principales ciudades.

| Ciudad                    | 2011    | 2006    |
| ------------------------- | ------- | ------- |
| Winnipeg                  | 663 617 | 633 451 |
| Brandon                   | 46 061  | 41 511  |
| Steinbach                 | 13 524  | 11 066  |
| Portage la Prairie        | 12 996  | 12 728  |
| Thompson                  | 12 829  | 13 446  |
| Winkler                   | 10 670  | 9106    |
| Selkirk                   | 9834    | 9515    |
| Dauphin                   | 8251    | 7906    |
| Morden                    | 7812    | 6571    |
| Fuente: Statistics Canada |         |         |

## Gobierno y política
Esta consiste en el rey Carlos III (jefe de Estado legal), los virreyes que designa, el gobernador general (que actúa en representación del jefe de Estado) y los vicegobernadores, que realizan la mayoría de funciones ceremoniales del monarca.
El teniente-gobernador representa al rey Carlos III como jefe de provincia. El líder del gobierno, en la práctica, es también el mayor oficial del poder ejecutivo provincial, siendo, en otras palabras, el premier gobernador (o primer ministro en español), la persona que lidera el partido político con más representación en la Asamblea Legislativa de Manitoba. El gobernador preside un Consejo Ejecutivo, que es a su vez el gabinete de la provincia. Este se compone de 25 ministros diferentes, que lideran un determinado departamento (economía, educación, etc), y son designados por el premier. Tanto el gobernador como los miembros del gabinete pueden renunciar en caso de que obtengan la aprobación de la mayoría de los miembros de la Asamblea.

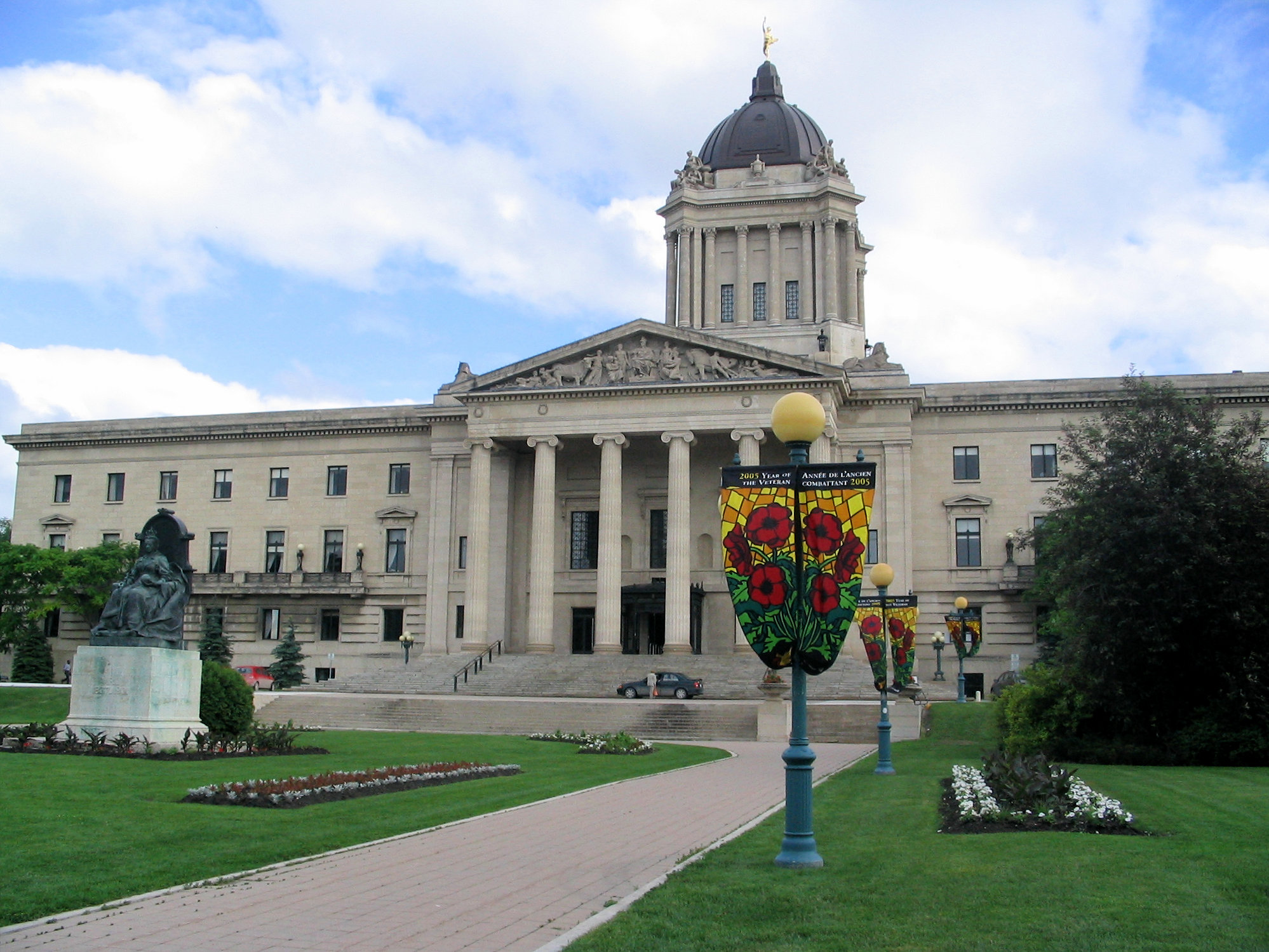
Parlamento de Manitoba en Winnipeg.

El poder legislativo de Manitoba es la Asamblea Legislativa propiamente dicha, que está integrada por 57 miembros. La provincia se divide en 57 distritos electorales. La población electoral de cada uno de estos distritos elige a un miembro, que actuará como representante del distrito en la Asamblea, para mandatos de hasta 5 años de duración. Si el teniente-gobernador quiere disolver la Asamblea antes de que se cumplan los cinco años, a pedido del gobernador, todos deben concurrir a elecciones nuevamente. No existe un límite de veces en los que una misma persona pueda ejercer.
Manitoba posee cerca de 200 ciudades, villas y municipalidades rurales incorporadas. Los impuestos son los responsables del 95% del recaudamiento provincial. El monto restante proviene de incentivos administrados por el gobierno federal.
Históricamente, Manitoba ha sido una provincia conservadora. Hasta la década de 1920, la mayor parte de los premiers habían sido candidatos del Partido Conservador de Canadá. Entre las décadas de 1920 y 1950, la inmensa mayoría de los premiers fueron candidatos del Partido Liberal de Canadá. Desde ese momento, los principales partidos políticos que dominaron la Asamblea de la provincia fueron el Partido Progresista de Canadá (que en 2003 se convirtió en el actual Partido Conservador de Canadá) y el Nuevo Partido Democrático. Para poder votar, una persona necesita tener al menos 18 años de edad.

## Bases militares

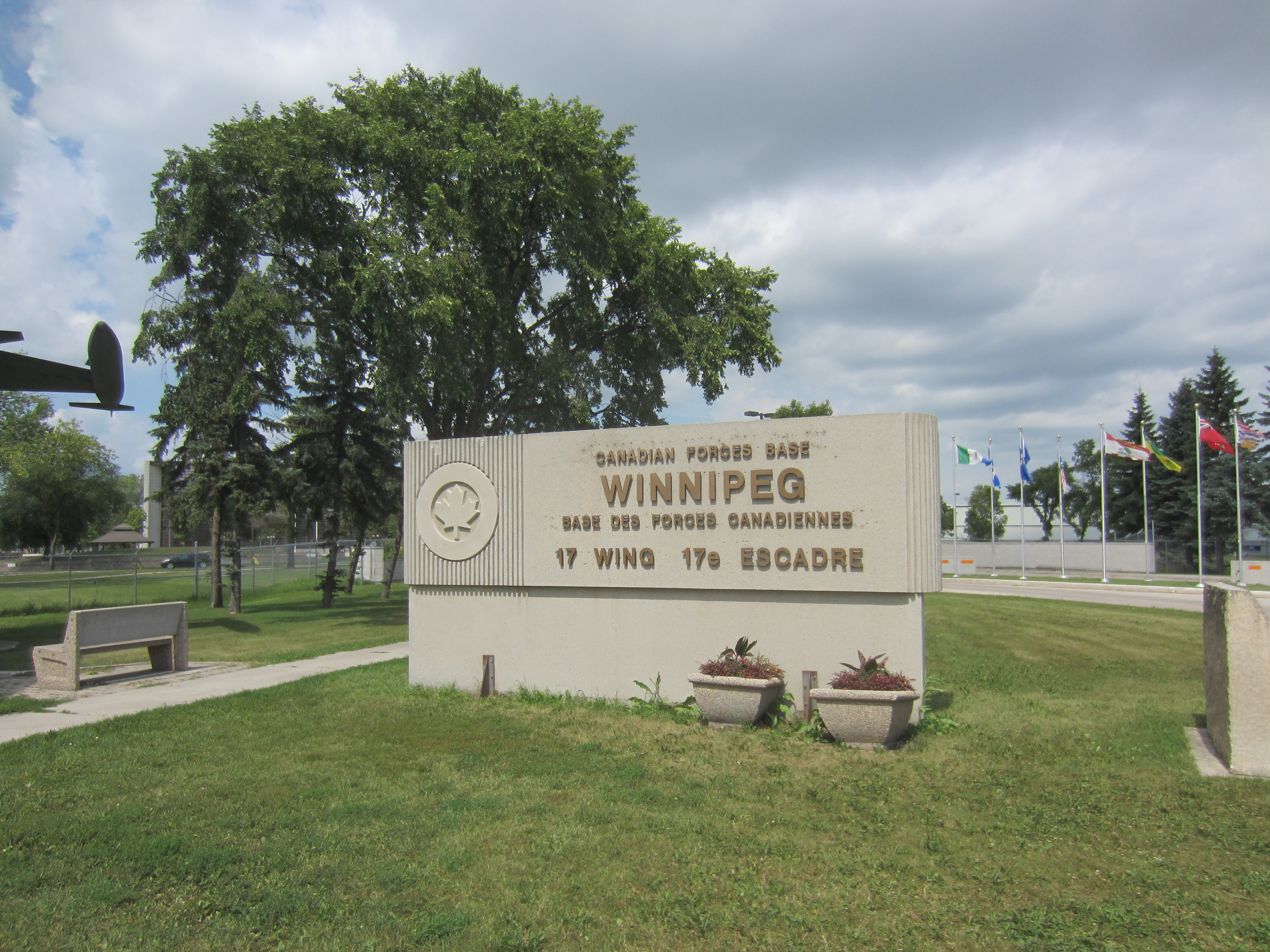
Base de la Fuerza Aérea en Winnipeg

CFB Winnipeg es una base de las Fuerzas Canadienses situada en el Aeropuerto Internacional de Winnipeg. La base alberga divisiones de apoyo a las operaciones de vuelo y varias escuelas de formación, así como la 1.ª División Aérea Canadiense y el Cuartel General de la Región canadiense NORAD. El Ala 17 de las Fuerzas Canadienses tiene su base en la CFB Winnipeg; el Ala cuenta con tres escuadrones y seis escuelas. Presta apoyo a 113 unidades desde Thunder Bay hasta la frontera entre Saskatchewan y Alberta, y desde el paralelo 49º al norte hasta el alto Ártico. El Ala 17 actúa como base de operaciones desplegada para los cazabombarderos CF-18 Hornet asignados a la región canadiense NORAD.
Los dos escuadrones del Ala 17 con base en la ciudad son: el 402 ("Escuadrón de la ciudad de Winnipeg"), que vuela el entrenador de navegación CT-142 Dash 8 de Havilland Canada, diseñado y producido en Canadá, en apoyo de los programas de formación de oficiales de sistemas de combate aéreo y operadores de sensores electrónicos aerotransportados de la 1 Canadian Forces Flight Training School (que forma a todos los oficiales de sistemas de combate aéreo canadienses);  y el 435 (Escuadrón de Transporte y Rescate "Chinthe"), que vuela el avión cisterna / transporte Lockheed C-130 en funciones de búsqueda y rescate aéreo, y es el único escuadrón de la Fuerza Aérea equipado y entrenado para llevar a cabo el reabastecimiento en vuelo de aviones de combate. 
La Base Shilo de las Fuerzas Canadienses (CFB Shilo) es una base de operaciones y entrenamiento de las Fuerzas Canadienses, ubicada a 35 kilómetros (22 mi) al este de Brandon. Durante la década de 1990, la Base Shilo de las Fuerzas Canadienses fue designada como Unidad de Apoyo de Área, actuando como base local de operaciones para el suroeste de Manitoba en tiempos de emergencia militar y civil. La base de Shilo alberga el 1er Regimiento de la Real Artillería Montada Canadiense, ambos batallones del 1er Grupo de Brigada Mecanizada Canadiense, y la Real Artillería Canadiense. El Segundo Batallón de la Infantería Ligera Canadiense de la Princesa Patricia (2 PPCLI), que en un principio estaba destinado en Winnipeg (primero en Fort Osborne y después en el Cuartel de Kapyong), opera en la base de Shilo desde 2004. Dicha base alberga una unidad de entrenamiento, el Centro de Entrenamiento de la 3ª División Canadiense. Sirve de base para las unidades de apoyo de la 3ª División canadiense, entre las que se incluyen también el 3er Escuadrón de Señales del CDSG, la Unidad de Servicios Compartidos (Oeste), el 11º Centro de Servicios Sanitarios de la CF, la Unidad Dental, el 1er Regimiento de Policía Militar y un Centro Integrado de Apoyo al Personal. La base alberga a 1.700 soldados.

## Demografía

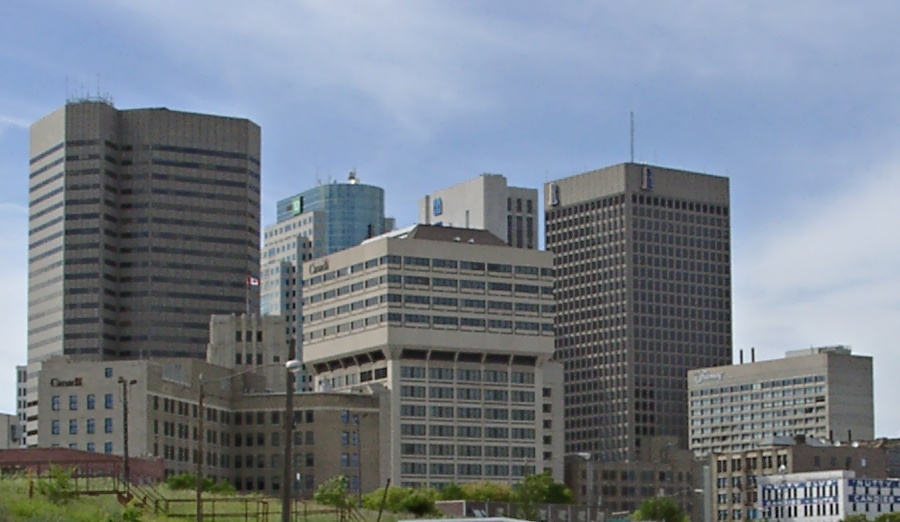
Winnipeg tomada desde The Forks.

El censo nacional de 2001 estima una población de 1.119.583 habitantes, un crecimiento del 0,5% en relación con las cifras obtenidas en 1996, de 1.113.898. Un estudio realizado en 2004 supone una población provincial de 1.177.556 habitantes, un crecimiento del 5,7% en proporción a los datos recabados en 1996.
| Gráfica de evolución demográfica de Manitoba entre 1871 y |
|                                                           |

### Etnias y minorías
Según el censo de Canadá de 2006, el mayor grupo étnico en Manitoba es el anglo-canadiense (22,9%), seguido por el alemán (19,1%), el escocés (18,5%), ucraniano (14,7%), irlandés (13,4%), indígenas americanos (10,6%), polaco (7.3%), métis (6,4%), franco-canadiense (5,6%), neerlandés (4,9%) y ruso (4%). Casi un quinto identificó su etnicidad como "canadiense".

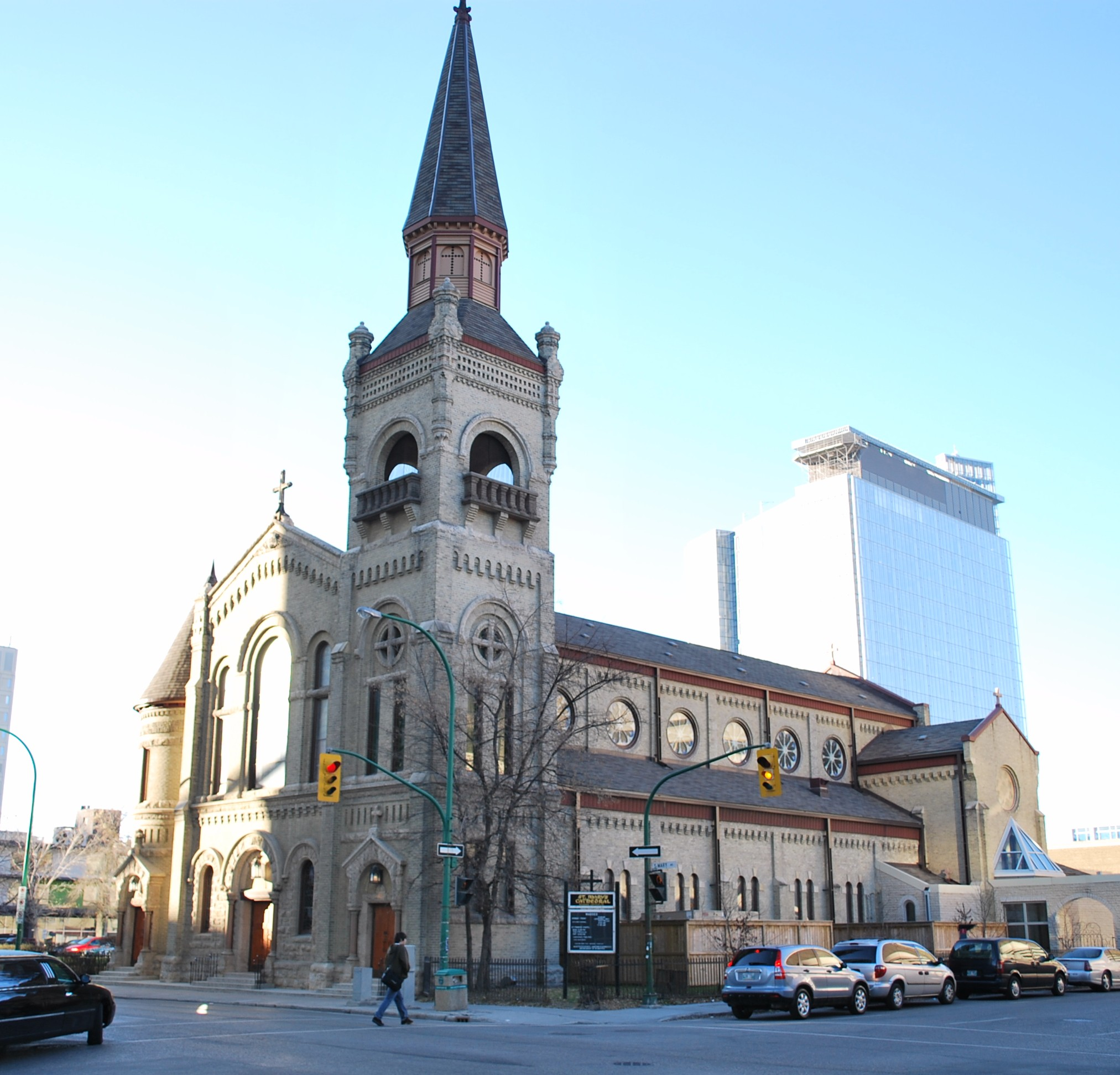
Catedral de Santa María en Winnipeg

Hay una importante comunidad indígena: los aborígenes (incluyendo los métis) son el grupo étnico de mayor crecimiento, y representan cerca del 13,6 de su población en 2001. Hay una minoría franco-manitobana (148.370) y una creciente población de amerindios (192.865, incluyendo los métis). En Gimli se encuentra la mayor comunidad islandesa fuera de Islandia.

### Religión
Porcentaje de la población de Manitoba por afiliación religiosa, en 2019:
- Cristianismo – 77,7%
  - Varias denominaciones Protestantes – 43%
  - Iglesia católica – 29,3%
  - Iglesia ortodoxa – 1,4%
  - Otras afiliaciones cristianas – 4%

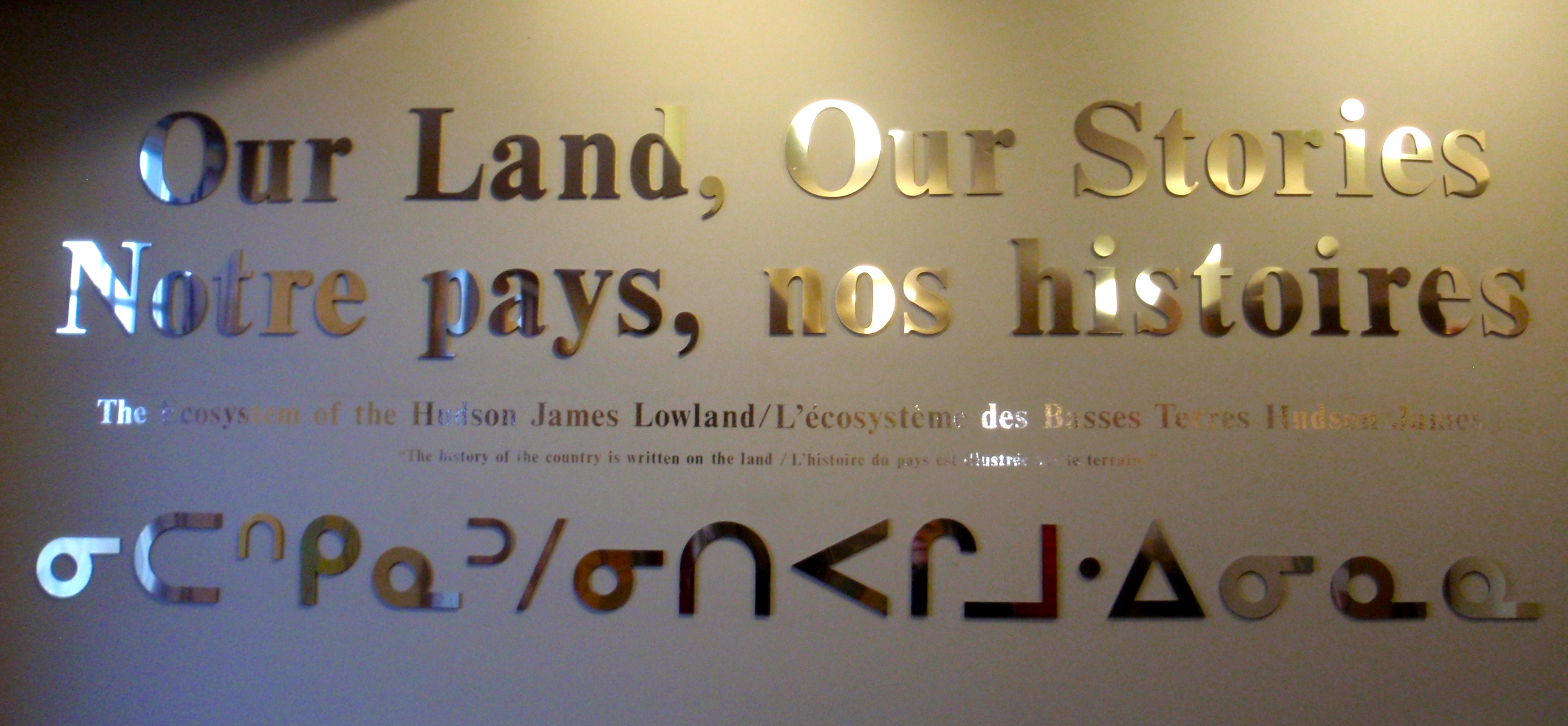
Un cartel en Manitoba escrito en inglés, francés e inuit

  - Judíos – 1,1%
- Otras religiones – 2,6%
- No creyentes – 18,6%

### Lenguas
El inglés y el francés son los idiomas oficiales de la legislatura y de la corte de Manitoba, de acuerdo con el Manitoba Act de 1870 (que forma parte de la Constitución canadiense):

Tanto el inglés como el francés pueden ser utilizados por cualquier persona en los debates de las Casas de la Legislatura y ambas lenguas deben ser empleadas en los respectivos Registros y Periódicos de las mismas; y cualquiera de aquellas lenguas serán usadas por toda persona, o en cualquier Declaración o Proceso, o en decretos de cualquier Corte de Canadá establecidos bajo el Acta Constitucional de 1867, y desde todas o algunas de las Cortes de la Provincia. Los actos legislativos deberán ser impresos y publicados en ambos idiomas.
[Manitoba Act, Sección 23]

Sin embargo, con la revuelta del poder multitudinal a favor del inglés que se dio en Manitoba desde 1890 en adelante, esta provisión fue relegada en la práctica y en la legislación de Manitoba. En abril de 1890, la legislatura de Manitoba introdujo una medida para suprimir el estatuto de la lengua francesa en la organización, leyes, registros y periódicos, así como en la Corte provincial. Entre otras cosas, la Legislatura manitobana dejó de publicar en francés, haciéndolo solamente en inglés. A pesar de ello, en 1985 la Suprema Corte de Canadá tomó partido en una Referencia a los derechos del lenguaje en Manitoba, alegando que el solo hecho de que tal Legislatura publicara nada más que en inglés era incorrecto (aunque, Manitoba no bajó a la categoría de ilegalidad, la legislación unilingüe fue declarada nula por un período temporal, para proporcionarle al gobierno de Manitoba un tiempo suficiente para elaborar las traducciones).
Si bien el francés es requerido como un idioma oficial para los propósitos de la legislatura, legislación, y en las cortes, el Manitoba Act (tal y como es interpretado por la Suprema Corte de Canadá) no necesita ser empleado con fines ejecutivos a nivel gubernamental (excepto cuando la rama ejecutiva se hace cargo de funciones legislativas o judiciales.) De esta forma, el gobierno de Manitoba no es completamente bilingüe, y como se refleja en el Acta constitucional de 1982, la única provincia bilingüe es la de Nuevo Brunswick.
Los servicios policiales en lengua francesa de Manitoba, de 1999, han sido ideados para proveer un nivel equitativo de atención civil en ambos idiomas oficiales. Servicios públicos, incluyendo utilidades y atención clínica, así como documentos oficiales (tickets, citaciones judiciales, vistos, etc) se encuentran disponibles tanto en inglés como en francés.

### Educación

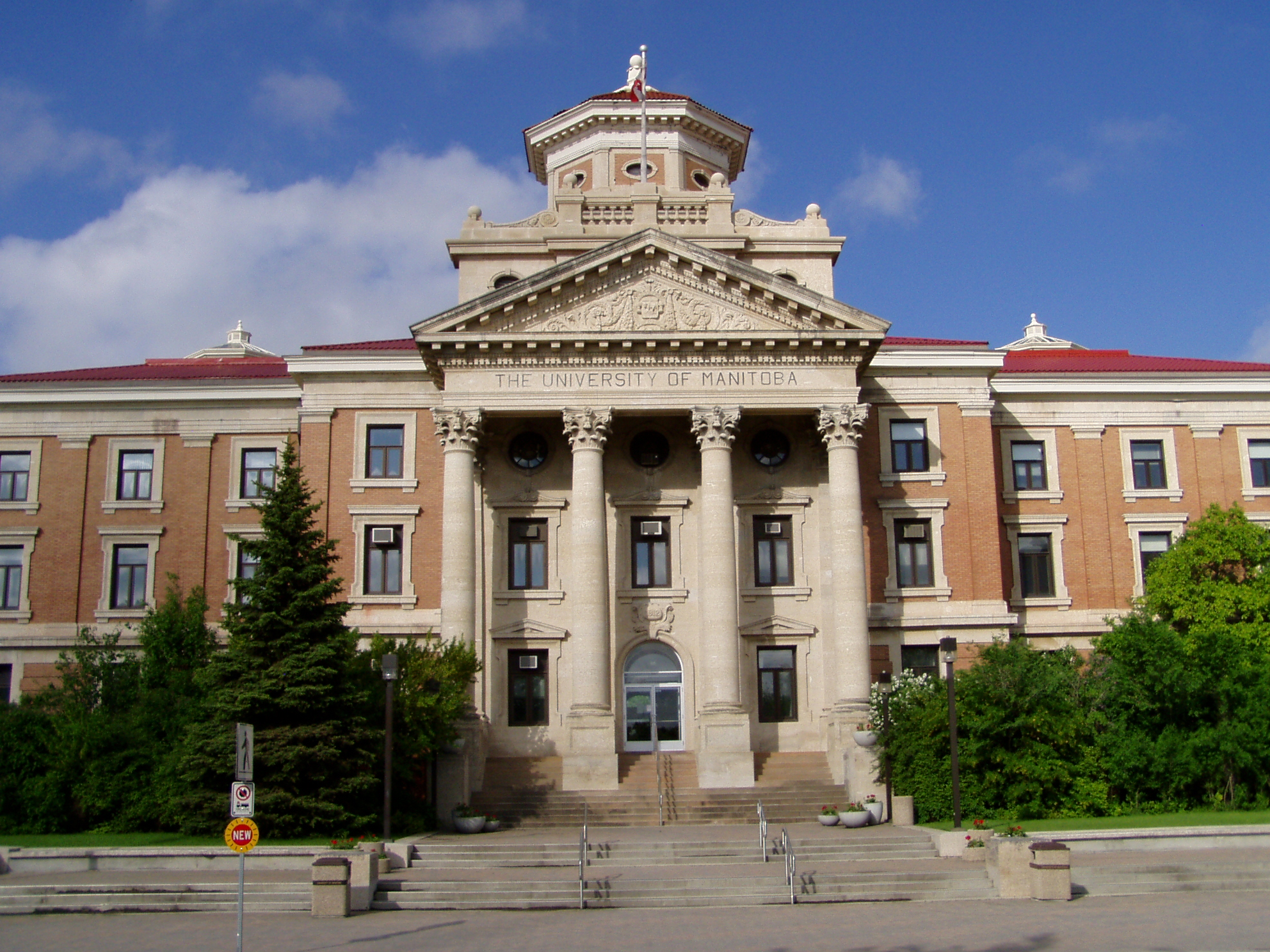
Administration Building de la Universidad de Manitoba, en Winnipeg.

La primera escuela de Manitoba fue fundada en 1812, a orillas del Red River. A partir de 1818, misioneros de la Iglesia católica comenzaron a construir escuelas católicas en la región. En 1820 se edificó la primera escuela protestante.
Hasta el inicio de la década de 1870, la educación básica era impartida solo por instituciones religiosas. En 1871, con la creación de la provincia de Manitoba, se abrió un Departamento de Educación, que pasó a ser responsable del funcionamiento de las aulas en el sistema de escuelas públicas de su círculo.
Actualmente, todas las escuelas de educación básica localizadas en la provincia deben seguir patrones impuestos por el Departamento de Educación. Las escuelas públicas de la región sur de la provincia son administradas por un distrito escolar adjudicado, que opera en una determinada región, en diversas ciudades, villas y municipalidades al mismo tiempo.
Los colegios de algunas regiones aisladas del sur de Manitoba, como toda la región centro-norte de la provincia, son, en su conjunto, administrados directamente por las ciudades, villas o municipalidades en las cuales se encuentran. La enseñanza escolar es de carácter obligatorio para todos los niños y adolescentes desde los siete años de edad, hasta la conclusión del segundo grado o hasta los dieciséis años.
Manitoba cuenta con cuatro universidades. La Universidad de Manitoba, la mayor de todas, tiene su sede en Winnipeg. Otras son la Universidad de Winnipeg, en Winnipeg, la Universidad de Brandon, en la ciudad homónima, y la Universidad de St. Boniface, en St. Boniface, un suburbio de Winnipeg. Manitoba dispone de 38 bibliotecas públicas, de las cuales 21 están situadas en la capital.

### Salud

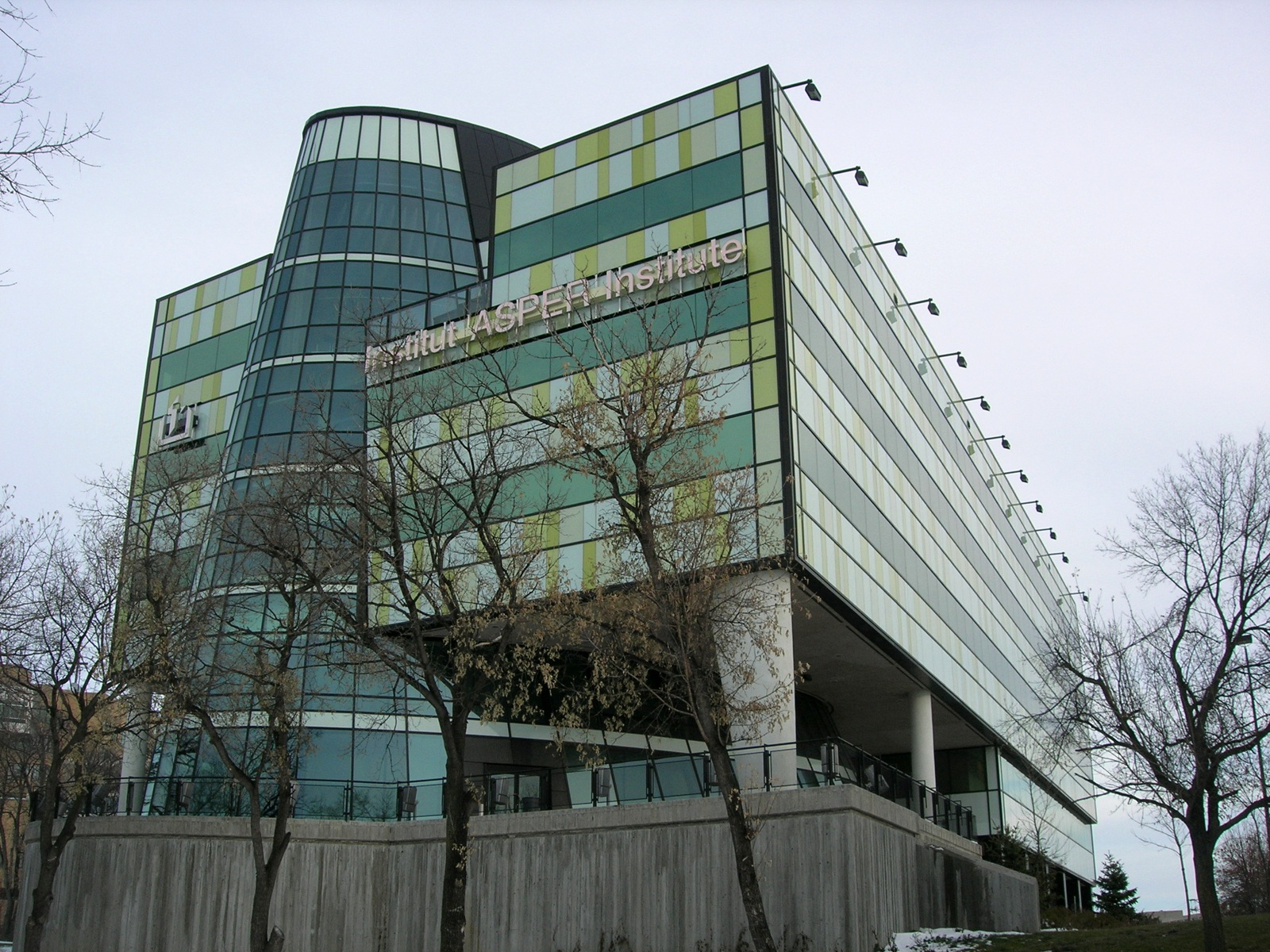
Hospital de San Bonifacio en Winnipeg

Manitoba Health es el departamento del Gobierno de Manitoba responsable de liderar el desarrollo de políticas y la planificación del sistema sanitario administrado públicamente en la provincia de Manitoba; la financiación general, los requisitos de rendimiento, la supervisión y la responsabilidad dentro del sistema; la promoción de la prevención y las prácticas sanitarias positivas; y la administración de otros servicios sanitarios no descentralizados en la provincia.
El departamento opera bajo el ministro de Salud, que es Uzoma Asagwara desde octubre de 2023. El Jefe Provincial de Salud Pública, Brent Roussin (actual desde 2021), sirve bajo el ministro y Viceministro de Salud.
El departamento fue la agencia autorizada en la provincia con respecto a la pandemia de COVID-19 en Manitoba.
El Ministerio de Sanidad de Manitoba financia un programa social que se presta en parte a través del departamento y en parte a través de agencias de subvención, organizaciones de prestación de servicios (SDO), médicos independientes u otros proveedores de servicios a los que se paga por sus servicios o por otros medios. La mayor parte de los servicios directos se prestan a través de las Autoridades Sanitarias Regionales (RHA) y otras organizaciones sanitarias. Por su parte, Manitoba Health sólo presta directamente una pequeña parte del programa en sí, en particular gestionando las operaciones directas del Centro de Salud Mental de Selkirk, el Laboratorio Provincial de Cadham y 3 estaciones de enfermería del norte. El departamento también administra servicios sanitarios no descentralizados como Pharmacare, las prestaciones de los asegurados, los servicios médicos de pago, etc. El resultado final es una intrincada combinación de prestaciones aseguradas, servicios financiados a través de instituciones públicas -que van desde la atención primaria de base comunitaria a los hospitales docentes de terceros- y servicios regulados públicamente pero prestados de forma privada, como las residencias de atención personal con ánimo de lucro.
Manitoba Health también desempeña un papel en la política, la planificación, la financiación y la supervisión que garantiza que las SDO (por ejemplo, RHA, CancerCare Manitoba, Addictions Foundation of Manitoba y más de 100 organizaciones principalmente sin ánimo de lucro) sean responsables de proporcionar servicios de alta calidad a un coste razonable.

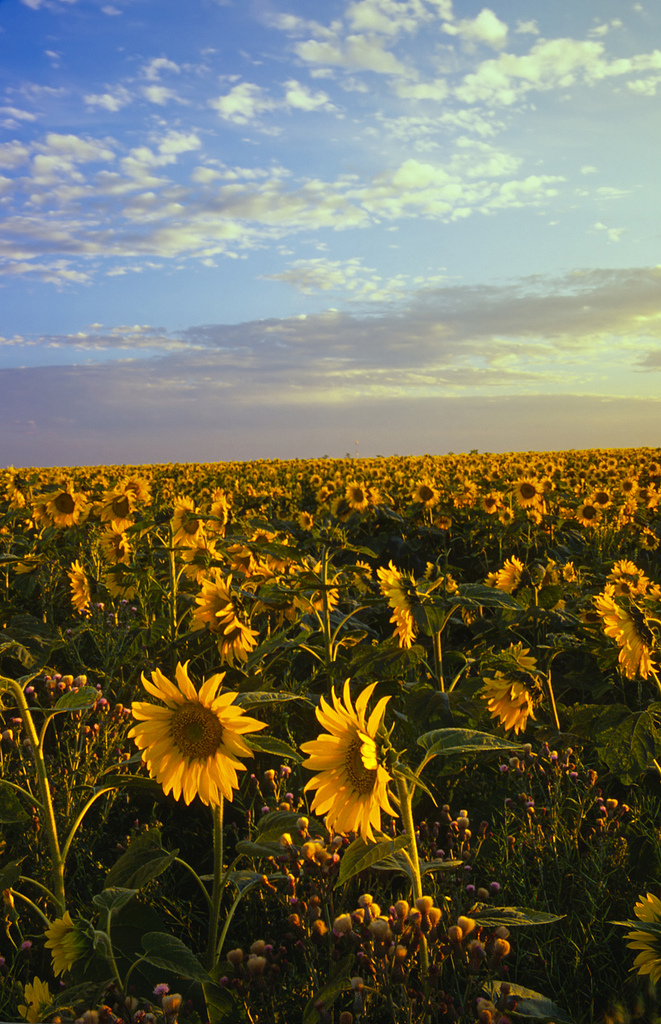
Campo de Girasoles en Manitoba

## Economía
Manitoba cuenta con una economía relativamente fuerte basado en gran medida de los recursos naturales. Su PIB fue de C $ 50,834 mil millones de dólares canadienses en 2008. La economía de la provincia creció un 2,4% en 2008, por tercer año consecutivo. En 2009, no obstante, su crecimiento fue nulo. En octubre de 2009, la tasa de desempleo de Manitoba fue del 5,8%.
La economía se basa principalmente en la agricultura, turismo, energía, petróleo, minería y silvicultura. La agricultura es vital y se encuentra principalmente en la mitad sur de la provincia, con los cereales como cultivo dominante. Alrededor del 12% de las tierras agrícolas de Canadá se encuentra en Manitoba. El tipo más común de finca que se encuentra en las zonas rurales es la ganadería (34,6%), seguido por una variedad de granos (19,0%) y semillas oleaginosas (7,9%).
Manitoba es el mayor productor nacional de semilla de girasol y frijoles secos y una de las principales fuentes de patatas. Portage la Prairie es un centro de procesamiento de patatas grandes, y es la sede de los Alimentos McCain y plantas Simplot, que ofrecen papas fritas de McDonald, Wendy y otras cadenas comerciales. Can-avena de fresado, una de las fábricas más grandes de avena en el mundo, también tiene una planta en el municipio.
Los mayores empleadores de Manitoba son las instituciones gubernamentales y programas de salud, incluyendo empresas estatales y servicios, como hospitales y universidades. Los principales empleadores del sector privado son The Great-West Life Assurance Company, Cargill Ltd., and James Richardson y Sons Ltd. Manitoba también cuenta con fábricas e importantes áreas turísticas. Churchill's Arctic wildlife es su mayor atracción turística. Manitoba es la única provincia con un puerto marítimo profundo en las aguas del Océano Ártico marítimo, que enlaza la ruta más corta de transporte marítimo entre América del Norte, Europa y Asia.

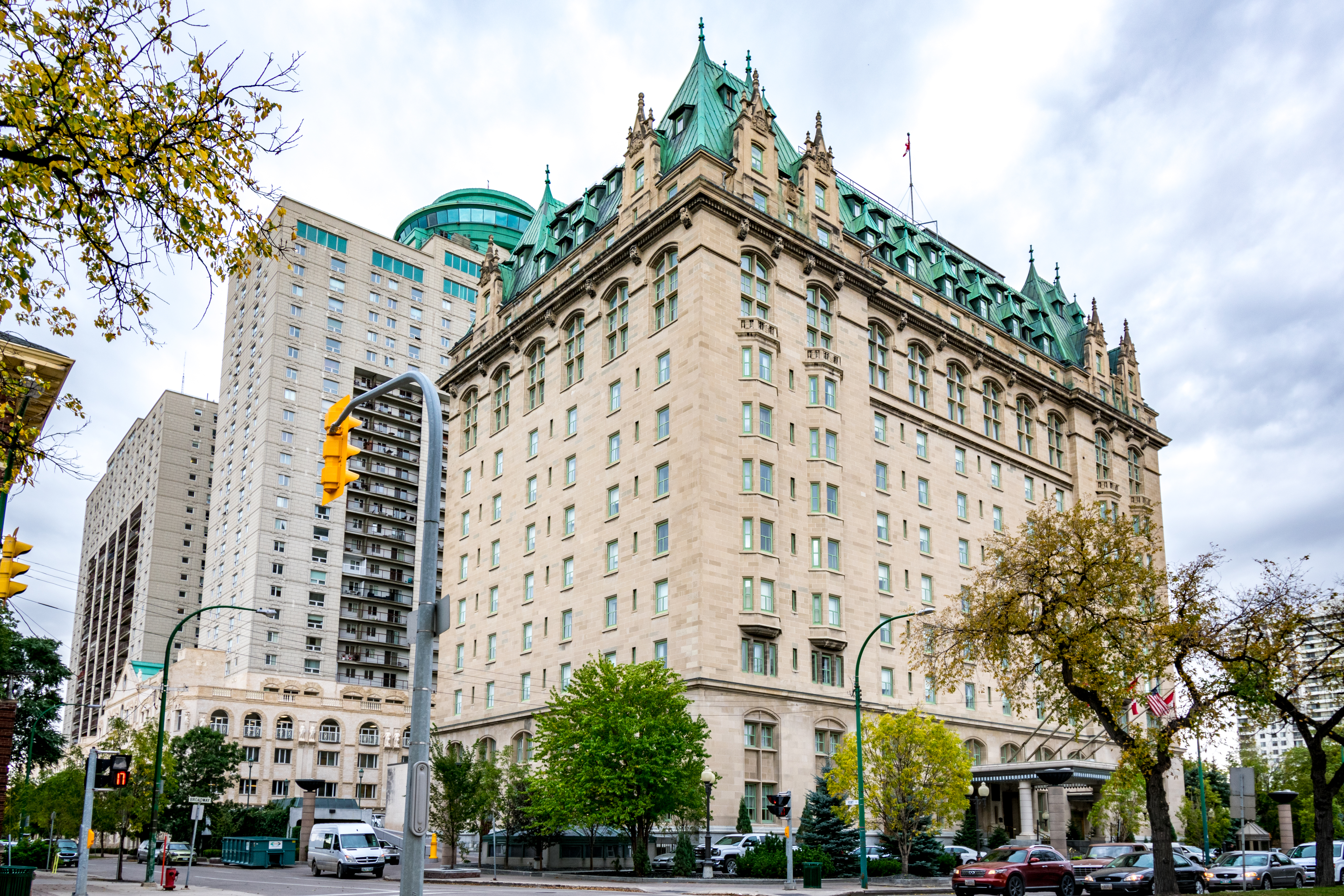
El Hotel Fort Garry de Winnipeg

En enero de 2018, la Federación Canadiense de Empresas Independientes afirmó que Manitoba era la provincia que más había mejorado en solucionar los problemas derivados de la burocracia.

## Transporte
El transporte y el almacenamiento contribuyen aproximadamente con 2,2 billones de dólares canadienses al PBI de Manitoba. El empleo total en la industria se estima en 34.500 efectivos.
Manitoba dispone de varios medios de transporte; tren, comunicación aérea, camiones, medios marinos, etc.

### Flete
La TransCanada Highway fue construida a comienzos del siglo XX, y hasta el día de hoy se mantiene en funcionamiento, improvisada con tecnología de primera mano. Esta autopista es la mayor y la única en toda Canadá que conecta a este y oeste, para comercio, viaje, turismo, y circulación de vehículos pesados.
Alrededor de 350 empresas de fletes con 4 o más coches operan en Manitoba. Muchas de esas firmas son compañías privadas y administrativas. La inmensa mayoría de las empresas de carga de Manitoba trabajan tanto interprovincial como internacionalmente. Los camiones transportan el 95% de la mercancía de Manitoba. Las compañías de carga arrastran el 80% de la mercadería provincial hacia los Estados Unidos.
Cinco de un total de veinticinco firmas de alquiler de fletes se concentran en Manitoba. Además, tres de las diez empresas más grandes en la materia tienen sede en Winnipeg. Más de mil millones de dólares del PBI de la provincia, directa o indirectamente, proviene del flete. Cerca del 5%, o lo que es lo mismo, 33.000 personas trabajan en este campo.

### Ferrocarril

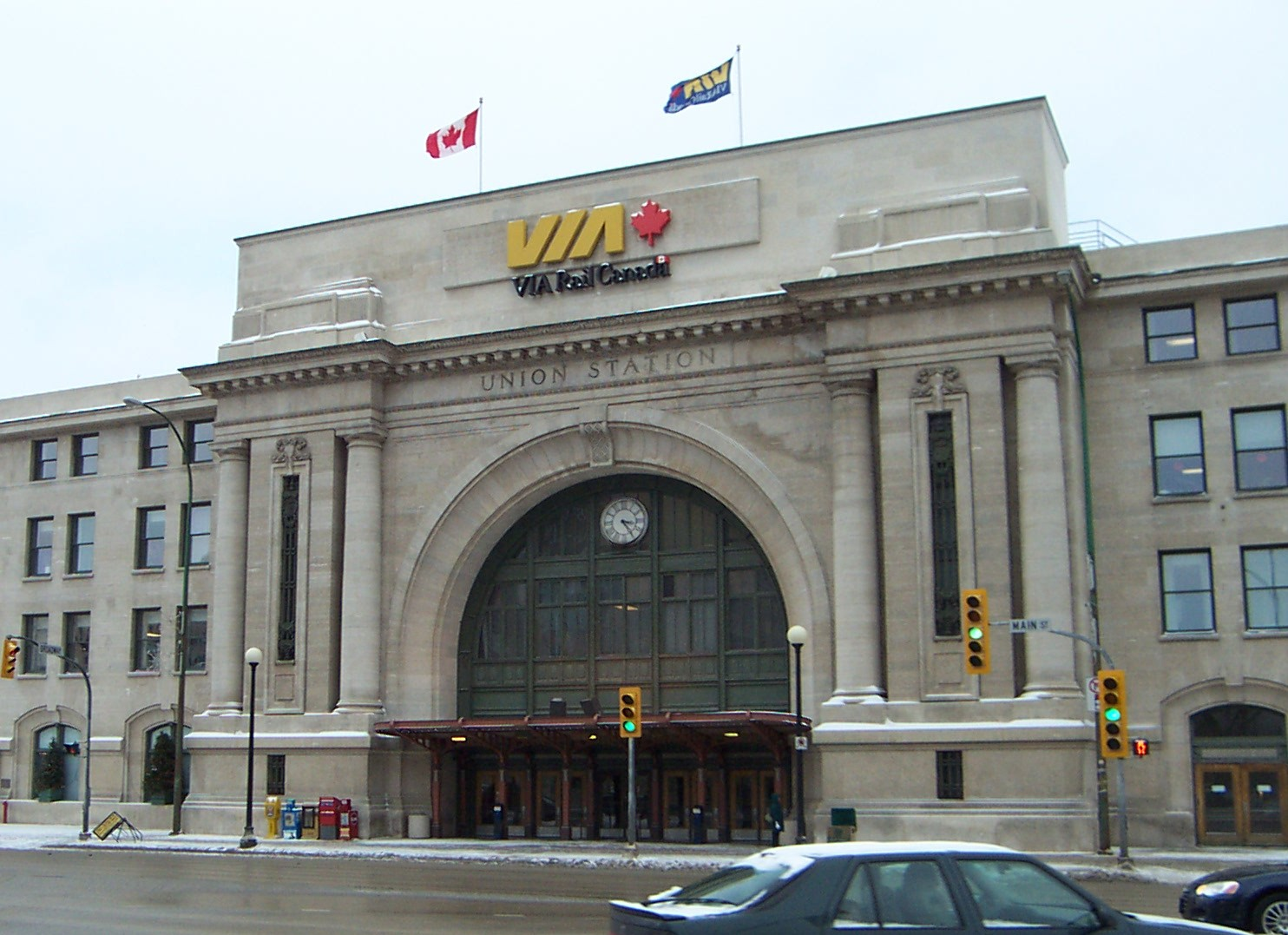
Union Station (Winnipeg).

Manitoba tiene dos líneas ferroviarias de primera clase: el Canadian National Railway (CN) y el Canadian Pacific Railway. Winnipeg se localiza en el centro de estas dos líneas principales, y alberga a una vasta cantidad de terminales. El CN y CP operan en un trayecto combinado de 2.439 kilómetros dentro del límite provincial. El primer ferrocarril en recorrer Manitoba fue el CP, y los caminos fueron desviados hacia el sur para culminar en Winnipeg, como la capital y centro, y no Selkirk, que se encuentra más al norte.
Existe un número de pequeñas líneas regionales. Las más importantes son el Hudson Bay Railway, el Southern Manitoba Railway, el Burlington Northern Santa Fe Manitoba, el Greater Winnipeg Water District Railway y el Central Manitoba Railway. En su conjunto, operan aproximadamente sobre un área de 1.775 kilómetros de trayecto en la provincia.

### Aeropuerto
El Aeropuerto Internacional James Armstrong Richardson de Winnipeg es uno de los pocos aeropuertos no restringidos que operan durante las 24 horas en Canadá. Posee una amplia capacidad para pasajeros (3 millones en 2003) y servicios de carga. Por él pasan unas 140.000 toneladas de carga anualmente. 11 empresas de vuelo regionales, más otras 9 firmas menores operan diariamente en el aeropuerto, así como 11 de carga y 7 de índole comercial.

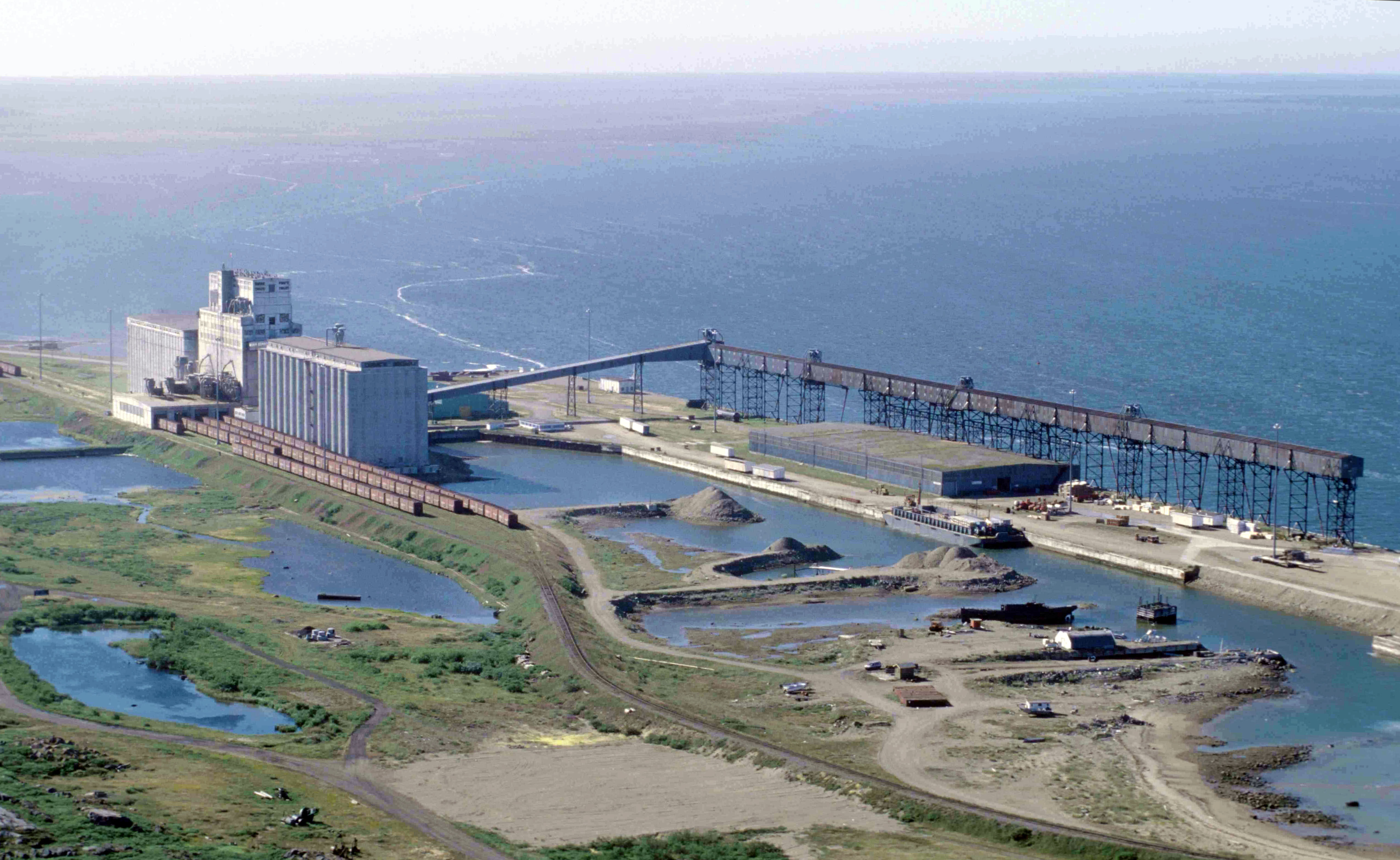
Puerto de Churchill.

Winnipeg presenta un vasto rango de posibilidades tanto para el FedEx como para el Purolator. También recibe transbordo diario de servicio desde la UPS. Air Canada Cargo y Cargojet Airways hacen uso del aeropuerto como un centro de tráfico nacional.

### Puerto
El Puerto de Churchill, perteneciente a OmniTRAX es la llave de Manitoba hacia el Ártico y el mar en general. Se halla más próximo a puertos europeos que otros en el resto del país. Dispone de 4 amarraderos bajo el agua para la carga y descarga de cereal, carga común y buques cisterna. El puerto se comunica con la autovía de la Bahía Hudson (también propiedad de OmniTrax).
El cereal representaba el 90% del tráfico portuario en la temporada de embarque de 2004. En ese año, cerca de 600.000 toneladas de productos agrícolas anclaron en sus muelles.

## Deporte

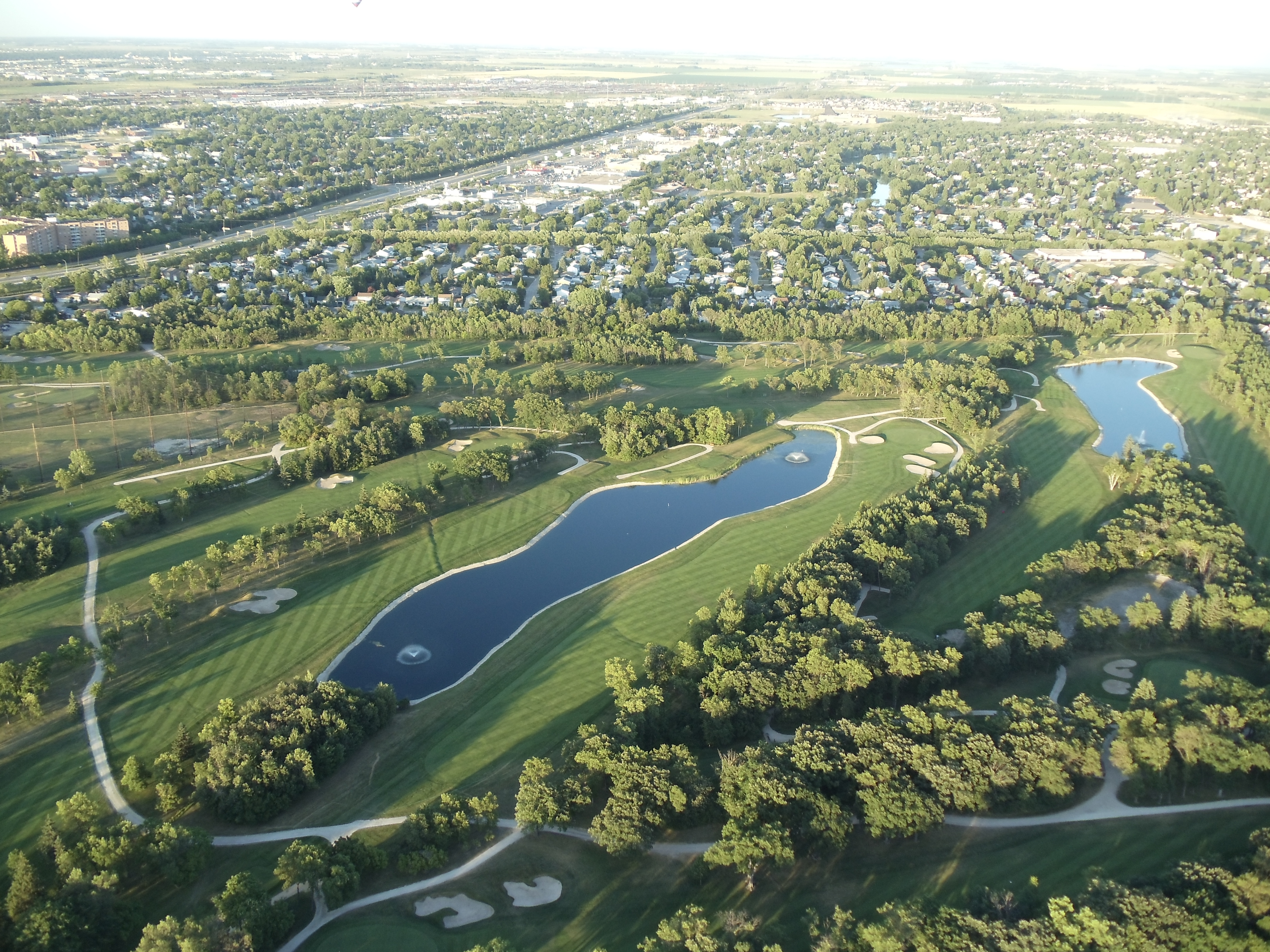
Country Club de Niakwa

Manitoba cuenta con seis equipos deportivos profesionales: los Winnipeg Sea Bears (Liga Canadiense de Baloncesto de Élite), los Winnipeg Blue Bombers (Liga Canadiense de Fútbol), los Winnipeg Jets (Liga Nacional de Hockey) y los Manitoba Moose (Liga Americana de Hockey), los Winnipeg Goldeyes (Asociación Americana) y el Valour FC (Primera División Canadiense). Anteriormente, la provincia albergó otro equipo, los Winnipeg Jets, que jugaron en la Asociación Mundial de Hockey y en la Liga Nacional de Hockey desde 1972 hasta 1996, cuando los problemas financieros provocaron la venta y el traslado del equipo a Arizona, donde se convirtieron en los Phoenix Coyotes.
Una segunda encarnación de los Winnipeg Jets regresó después de que True North Sports & Entertainment comprara los Atlanta Thrashers y trasladara el equipo a Winnipeg a tiempo para la temporada de hockey de 2011. Manitoba tiene un gran equipo juvenil de hockey sobre hielo, los Brandon Wheat Kings de la Western Hockey League, y un equipo juvenil de fútbol, los Winnipeg Rifles de la Canadian Junior Football League. También cuenta con dos equipos de la Western Women's Canadian Football League: el Manitoba Fearless y el Winnipeg Wolfpack. Por su parte, el Manitoba Herd compite en la National Ringette League.

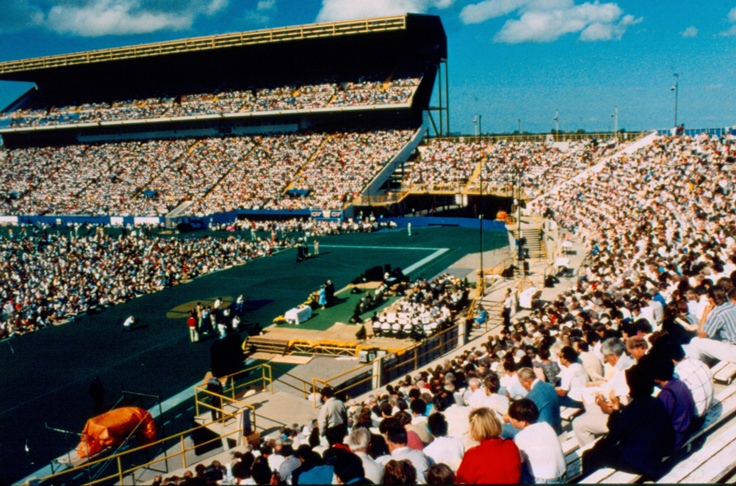
El Estadio Canada Inns

En el deporte universitario, la provincia está representada por los Bisons de la Universidad de Manitoba, los Wesmen de la Universidad de Winnipeg y los Bobcats de la Universidad de Brandon. Los tres equipos compiten en la Canada West Universities Athletic Association, una división regional de U Sports.
El curling es uno de los deportes de invierno más importantes de la provincia. Manitoba es la provincia con más campeones nacionales masculinos, además de contar con tres campeonas nacionales femeninas y varios campeones mundiales de este deporte. La provincia también acoge el mayor torneo de curling del mundo, el MCA Bonspiel.
Aunque no tan destacado como el hockey sobre hielo y el curling, el patinaje de velocidad en pista larga también es un deporte de invierno notable y de primer orden en Manitoba. De la provincia han salido algunas de las mejores patinadoras del mundo, como Susan Auch y las medallistas olímpicas Cindy Klassen y Clara Hughes.

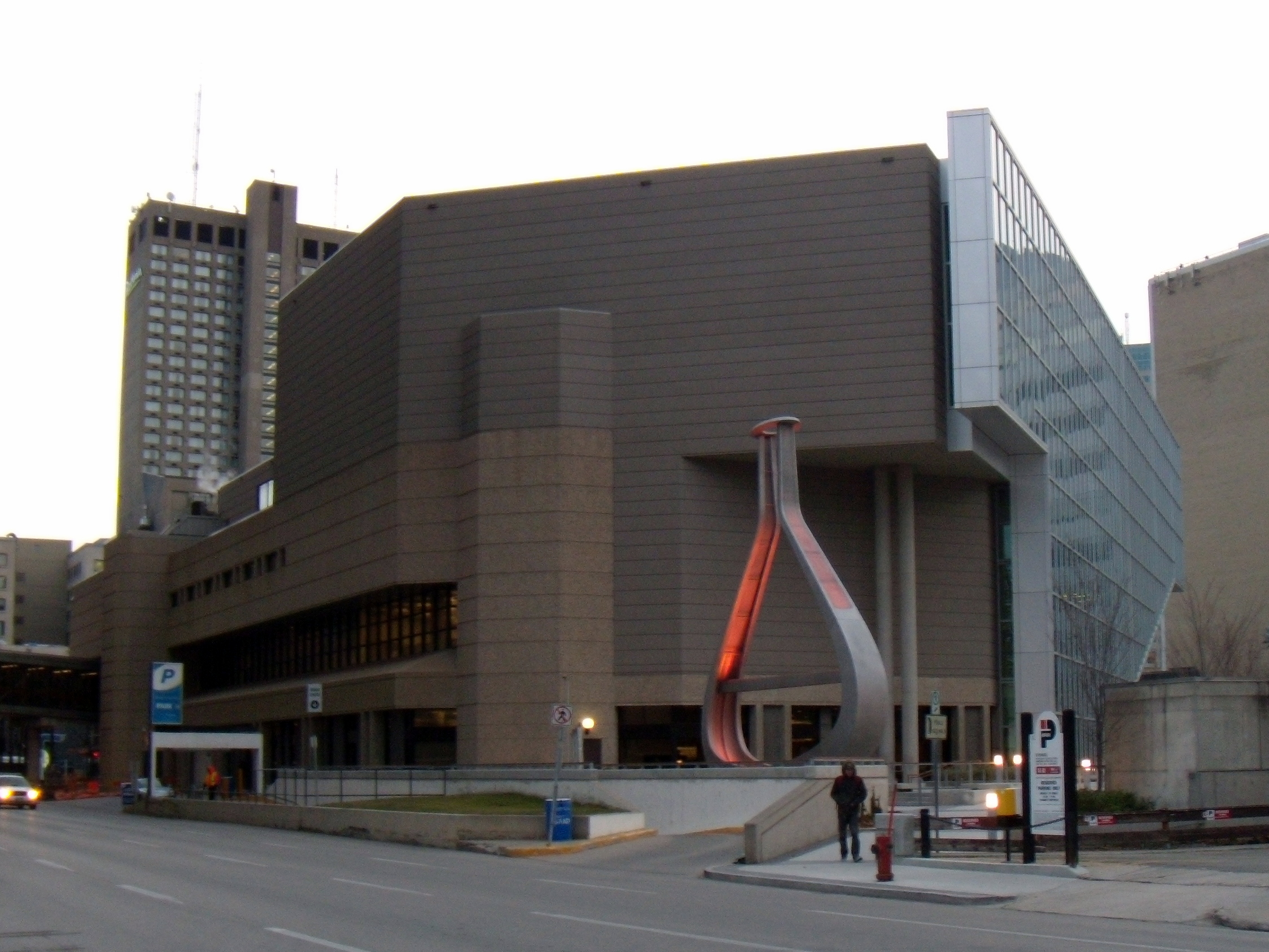
Biblioteca Millennium en Winnipeg

## Cultura
El Ministro de Cultura, Patrimonio, Turismo y Deporte es responsable de promover y, en cierta medida, financiar la cultura de Manitoba. Manitoba es la cuna de la Red River Jig, una combinación de pow-wows indígenas y reels europeos popular entre los primeros colonos. La música tradicional de Manitoba tiene fuertes raíces en la cultura métis y de las Primeras Naciones, en particular el violín antiguo de los métis. El panorama cultural de Manitoba también incorpora tradiciones clásicas europeas. El Royal Winnipeg Ballet (RWB), con sede en Winnipeg, es la compañía de ballet más antigua de Canadá y la que lleva más tiempo en activo en Norteamérica; la Reina Isabel II le concedió su título real en 1953. La Orquesta Sinfónica de Winnipeg (WSO) interpreta música clásica y nuevas composiciones en el Centennial Concert Hall. La Ópera de Manitoba, fundada en 1969, también actúa en el Centennial Concert Hall.
Le Cercle Molière (fundado en 1925) es el teatro francófono más antiguo de Canadá, y Royal Manitoba Theatre Centre (fundado en 1958) es el teatro regional anglófono más antiguo de Canadá Manitoba Theatre for Young People fue el primer teatro anglófono en ganar el Premio del Instituto Canadiense de las Artes para el Público Joven, y ofrece obras para niños y adolescentes, así como una escuela de teatro. La Galería de Arte de Winnipeg (WAG), la mayor galería de arte de Manitoba y la sexta del país, alberga una escuela de arte para niños; la colección permanente de la WAG consta de más de veinte mil obras, con especial énfasis en el arte de Manitoba y Canadá.

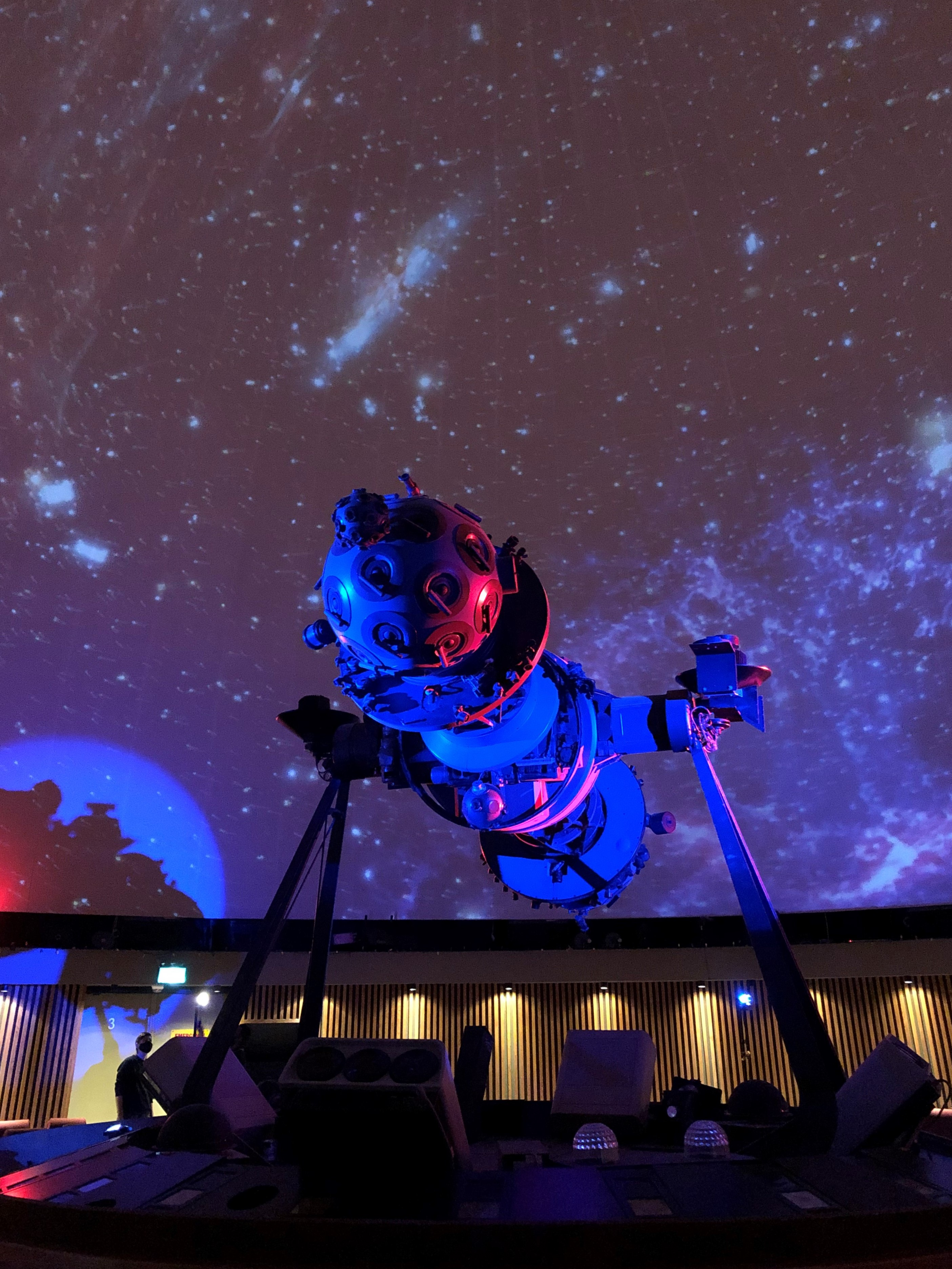
Planetario del Museo Manitoba

El grupo de pop de los años 60 Guess Who se formó en Manitoba, y más tarde se convirtió en la primera banda canadiense en alcanzar el número 1 en Estados Unidos. El guitarrista de Guess Who, Randy Bachman, creó más tarde Bachman-Turner Overdrive (BTO) con Fred Turner, otro músico de Winnipeg. El también rockero Neil Young creció en Manitoba y más tarde tocó en Buffalo Springfield y Crosby, Stills, Nash & Young. El grupo de folk-rock Crash Test Dummies se formó a finales de los 80 en Winnipeg y fue el grupo del año en los premios Juno de 1992.

### Medios de Comunicación
Winnipeg tiene dos periódicos diarios: el Winnipeg Free Press, de gran tirada y el más importante de Manitoba, y el Winnipeg Sun, un tabloide más pequeño. Hay varios semanarios étnicos, incluido el semanario francófono La Liberté, y revistas regionales y nacionales con sede en la ciudad. Brandon tiene dos periódicos: el Brandon Sun, diario, y el Wheat City Journal, semanal. Muchos pueblos pequeños tienen periódicos locales.
En Winnipeg hay cinco cadenas de televisión en inglés y una en francés. La cadena de televisión Global Television Network (propiedad de Canwest) tiene su sede en la ciudad Winnipeg cuenta con 21 emisoras de radio AM y FM, dos de ellas francófonas. Las cinco emisoras de radio locales de Brandon son propiedad de Astral Media y Westman Communications Group. Además de las emisoras de Brandon y Winnipeg, Golden West Broadcasting, Corus Entertainment y otras emisoras locales ofrecen servicios de radio en zonas rurales y pueblos más pequeños. CBC Radio emite programas locales y nacionales en toda la provincia Native Communications se dedica a la programación indígena y emite a muchas de las comunidades nativas aisladas, así como a ciudades más grandes.

### Música

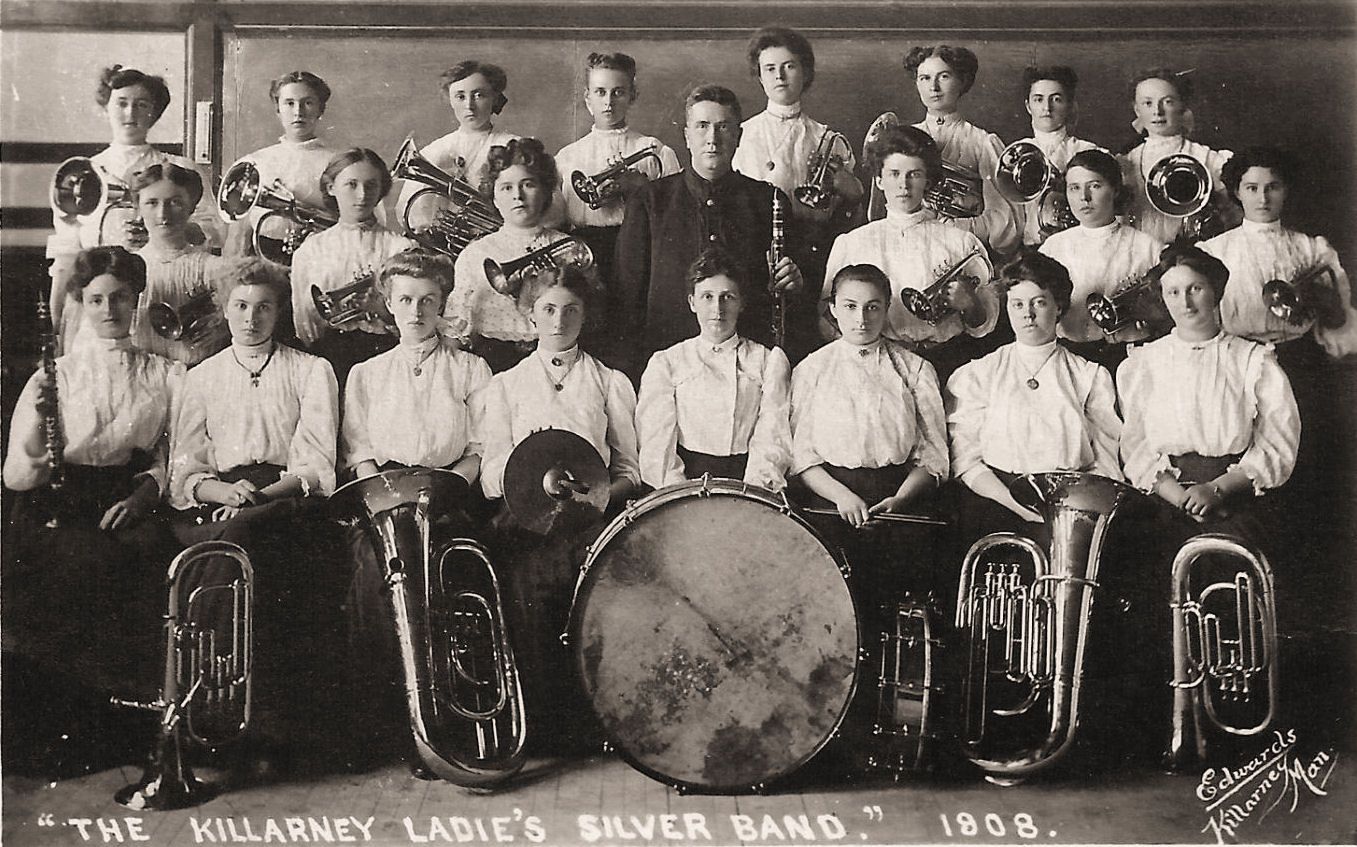
Banda de Plata de las Damas de Killarney, Manitoba, 1898

Manitoba ha producido mucha música canadiense, sobre todo desde principios de los años sesenta.
La Universidad de Manitoba y la Universidad de Brandon tienen escuelas de música. La escuela de música de la Universidad de Brandon y su edificio Queen Elizabeth II Music Building son centros neurálgicos de la música en el suroeste de Manitoba.
Manitoba es un centro del violín antiguo de los métis. La melodía "Whiskey Before Breakfast" fue popularizada por el violinista mestizo Andy DeJarlis (1914-1975), originario de la región del Río Rojo.
Bob Nolan fue un cantante vaquero famoso por escribir Tumbling Tumbleweeds, mientras que Oscar Brand, nacido en Winnipeg, fue una figura importante de la música folk.
A principios de la década de 1990, Susan Aglukark, nacida en Churchill, alcanzó el éxito en las listas nacionales de música country y música contemporánea para adultos con canciones que incorporaban tradiciones de la música folk inuit.
El supergrupo canadiense de los 60 «Chad Allen and the Expressions» (más tarde conocido como The Guess Who) se convirtió en el primer músico de rock reconocido fuera de Canadá. Su éxito de 1965 "Shakin' All Over" les proporcionó un éxito instantáneo en Canadá y Gran Bretaña. El grupo pasó a llamarse The Guess Who en 1966, y con la marcha de Chad Allen y la entrada del nuevo teclista Burton Cummings como vocalista, empezaron a desarrollar todo su potencial como banda de rock. Sus éxitos "American Woman", "No Time", "Clap for the Wolfman", "These Eyes" y "No Sugar Tonight/New Mother Nature" les convirtieron en una de las bandas de rock más exitosas procedentes de Canadá. Una versión de la banda con el cantante original Garry Peterson sigue actuando bajo el nombre de Guess Who, pero la banda tal y como la conocen la mayoría de los fans se disolvió en 1975.
Neil Young también fue un producto de la escena musical de Winnipeg en los años sesenta, y tiene profundas raíces familiares en el oeste de Manitoba. Neil tocó en clubes comunitarios de Winnipeg con su banda, los Squires, a mediados de los sesenta. Aquellos días fueron relatados en la canción "Prairie Town", grabada en 1992 con Randy Bachman. Al principio de su carrera, Neil tocó con Stephen Stills en el grupo Buffalo Springfield, y de nuevo con Crosby, Stills, Nash & Young. Sin embargo, Neil Young es más conocido como artista en solitario, produciendo álbumes como Harvest y una serie de éxitos. En 2022, su carrera abarca más de cinco décadas. Algunos se refieren a él como el Padrino del Grunge, ya que inspiró a pioneros del grunge como Kurt Cobain, de Nirvana, y Eddie Vedder, de Pearl Jam. Algunos le consideran uno de los músicos canadienses más influyentes de todos los tiempos.

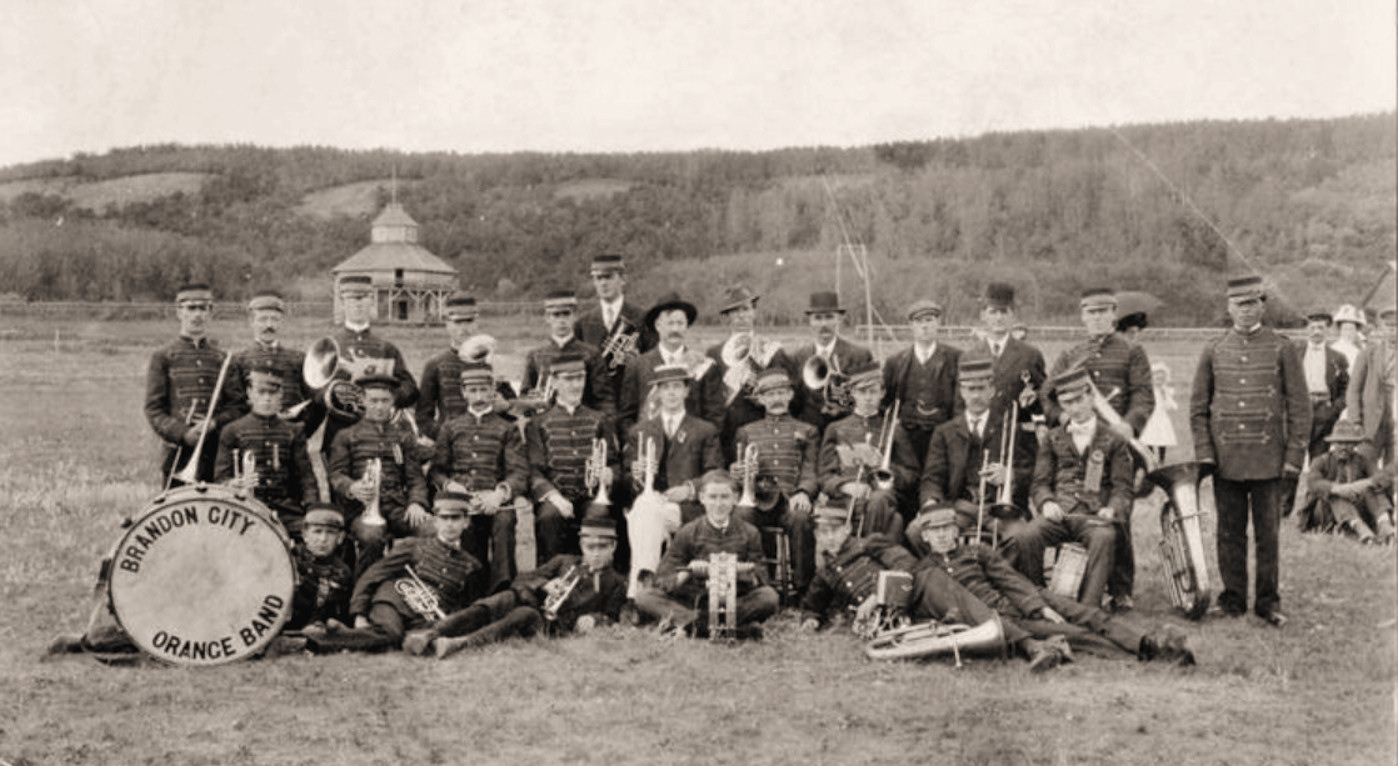
Banda de la ciudad de Brandon en 1908

El antiguo guitarrista de Guess Who, Randy Bachman, fundó una banda llamada Brave Belt poco después de dejar Guess Who. Brave Belt pasó a llamarse Bachman-Turner Overdrive (BTO). Bachman-Turner Overdrive se hizo popular con éxitos como "Takin' Care of Business", el número 1 del Billboard Hot 100 "You Ain't Seen Nothin' Yet" de 1974, y "Let it Ride". Burton Cummings, que había sido vocalista de los Guess Who, también tuvo una exitosa carrera en solitario con éxitos más suaves como "Stand Tall", "Scared" y "Break it to Them Gently". A pesar de la disolución de Guess Who, varias de las canciones en solitario de Cummings contaban con Bachman a la guitarra. Bachman y Cummings siguen actuando juntos en ocasiones bajo el nombre de Bachman-Cummings.
Entre 1970 y 1974, cuatro artistas diferentes de Winnipeg obtuvieron el n.º 1 en el Billboard Hot 100, entre ellos los ya mencionados The Guess Who, Bachman Turner Overdrive, Neil Young y Terry Jacks con "Seasons in the Sun" de 1974.
Tom Cochrane, un rockero originario de la ciudad de Lynn Lake, en el norte de Manitoba, saltó a la fama con su banda Red Rider, produciendo éxitos como «Lunatic Fringe», «Boy Inside the Man» y «Big League». Como solista, Cochrane grabó cinco álbumes, en los que produjo el éxito "Life Is a Highway", canción que más tarde versionaría, entre otros, el grupo country Rascal Flatts.
A finales de los años setenta y principios y mediados de los ochenta, la escena musical local se llenó de un nuevo ambiente de rock, con los rockeros de Manitoba Harlequin y los grupos liderados por Chris Burke-Gaffney The Pumps, Orphan y, más tarde, Deadbeat Honeymooners. Harlequin fue sin duda el grupo más popular de Manitoba a principios de los ochenta, con varios éxitos radiofónicos como «Sweet Things in Life», “Innocence” y «Superstitious Feeling». Winnipeg fue también un segundo hogar y una parada habitual para Streetheart, una banda de Regina con varios vínculos con Winnipeg, entre ellos el miembro original Ken «Spider» Sinnaeve.
A finales de los ochenta, se formó un grupo indie folk/pop de Winnipeg llamado Crash Test Dummies, con los cantantes Brad Roberts y Ellen Reid. En 1991, Crash Test Dummies triunfó en Canadá con su primer álbum, The Ghosts that Haunt Me, que incluía el sencillo «Superman's Song». Alcanzaron el éxito en EE. UU., Reino Unido y Australia con su segundo álbum, que incluía el sencillo folk rock Billboard Modern Rock Tracks n.º 1 en 1994 «Mmm Mmm Mmm Mmm», así como su tercer álbum y el sencillo «The Ballad of Peter Pumpkinhead», que apareció en la película Dumb & Dumber.
The Watchmen se formaron en Winnipeg en 1988 y publicaron su primer álbum, McLaren Furnace Room, en 1992. Se llamaba así por el espacio del Hotel McLaren de Winnipeg, donde la banda ensayaba. The Watchmen publicaron siete álbumes y son conocidos por la voz única de Daniel Greaves y canciones como "Boneyard Tree", "Incarnate" y "Stereo", entre otras.

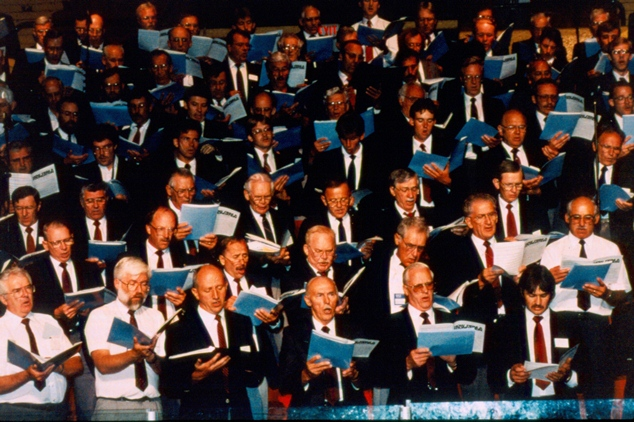
El profesor de música y director coral de Manitoba, George Wiebe y el Coro Masculino A-12. en el Congreso Mundial Menonita 1990

Originalmente formada en Seattle, Econoline Crush es una banda con base en Vancouver, liderada por el cantante Trevor Hurst, nacido y criado en Virden, Manitoba. Econoline Crush tuvo varios éxitos en Canadá, como "You Don't Know What It's Like", "Sparkle and Shine" y "All That You Are".
The New Meanies, originalmente llamados Blue Meanies, son una banda de rock canadiense de Winnipeg. Formados alrededor de 1990 por amigos del instituto, Damon Mitchell (voz principal, guitarra, armónica), Jeff Hondubura (guitarra, voz), Sky Onosson (bajo, voz, teclados) y Jason Kane (batería, percusión), empezaron tocando rock con influencias de blues. Tras publicar dos álbumes independientes, Experience is Lost (editado de forma independiente sólo en casete) y The Blue Meanies, realizaron numerosas giras por el oeste de Canadá a principios de la década de 1990. El grupo firmó un contrato con Virgin Records en 1996. La banda cambió su nombre por el de New Meanies debido a la existencia de otra Blue Meanies con base en Chicago, y grabó un nuevo álbum Three Seeds en la zona de Los Ángeles con el productor Howard Benson. El álbum se publicó en 1998, y el single "Letting Time Pass" se emitió en radio y televisión, y alcanzó el número 14 en la lista canadiense de rock alternativo de RPM Magazine. En 1999, la banda actuó en Toronto con Danko Jones y Tricky Woo. En 2000, la banda volvió a ser independiente y publicó un nuevo álbum, Highways, en 2001.
Nacida en la India y residente en Vancouver, Bif Naked pasó su adolescencia y juventud en Winnipeg, donde se convirtió en la artista única que es hoy. Naked, muy tatuada, se ha ganado un público fiel con su estilo único y personal de música rock y poesía. Varias de sus canciones han sonado en antena a lo largo de los años, como «Spaceman», «I Love Myself Today» y «Tango Shoes». Bif Naked siguió grabando mientras luchaba contra el cáncer de mama y publicó su álbum The Promise en 2009.
La artista Chantal Kreviazuk, ganadora de un premio Juno, publicó su primer álbum en 1997 y grabó varios éxitos, pero quizá su mayor éxito sea como compositora. Kreviazuk ha coescrito canciones para y con muchos otros artistas, como Avril Lavigne, Gwen Stefani, Kelly Clarkson y su marido Raine Maida, de Our Lady Peace.
Brent Fitz, multiinstrumentista nacido en Winnipeg, reside actualmente en Las Vegas y ha grabado y girado con una gran variedad de artistas canadienses e internacionales, como Slash, guitarrista de Guns N' Roses, Alice Cooper, Vince Neil, vocalista de Mötley Crüe, Theory Of A Deadman, Streetheart, Harlequin y The Guess Who.
El grupo de hard rock Jet Set Satellite consiguió un contrato discográfico e irrumpió en la escena musical canadiense en 2000 con dos éxitos: "Best Way to Die" y "Baby, Cool Your Jets". Tras un solo álbum, abandonan la discográfica, pero siguen grabando como grupo independiente. También en 2000, el dúo de dance-pop McMaster & James pasó de actuar en el Bank Cabaret del centro de Winnipeg a la fama de la música pop con su único álbum homónimo.
Remy Shand también disfrutó de una exitosa carrera musical. Su álbum de debut de 2002, The Way I Feel, le valió un premio Juno a la mejor grabación de R&B/Soul y cuatro nominaciones a los Grammy. En la primavera de 2013, Shand publicó en YouTube una versión de "Where Are We Going?", de Marvin Gaye, y añadió "Springtime" a su sitio Bandcamp. La canción está dedicada a su difunta madre.
Propagandhi es un grupo de punk rock de Winnipeg (originario de Portage la Prairie, Manitoba) que incorpora la política y la ética en su música y sus actuaciones. A pesar de no ser muy escuchada en la radio, la banda aprovechó un renovado interés por la música punk a finales de los 90 para realizar una exitosa carrera de giras, y ganó el premio de composición ECHO 2006 por su canción "A Speculative Fiction".

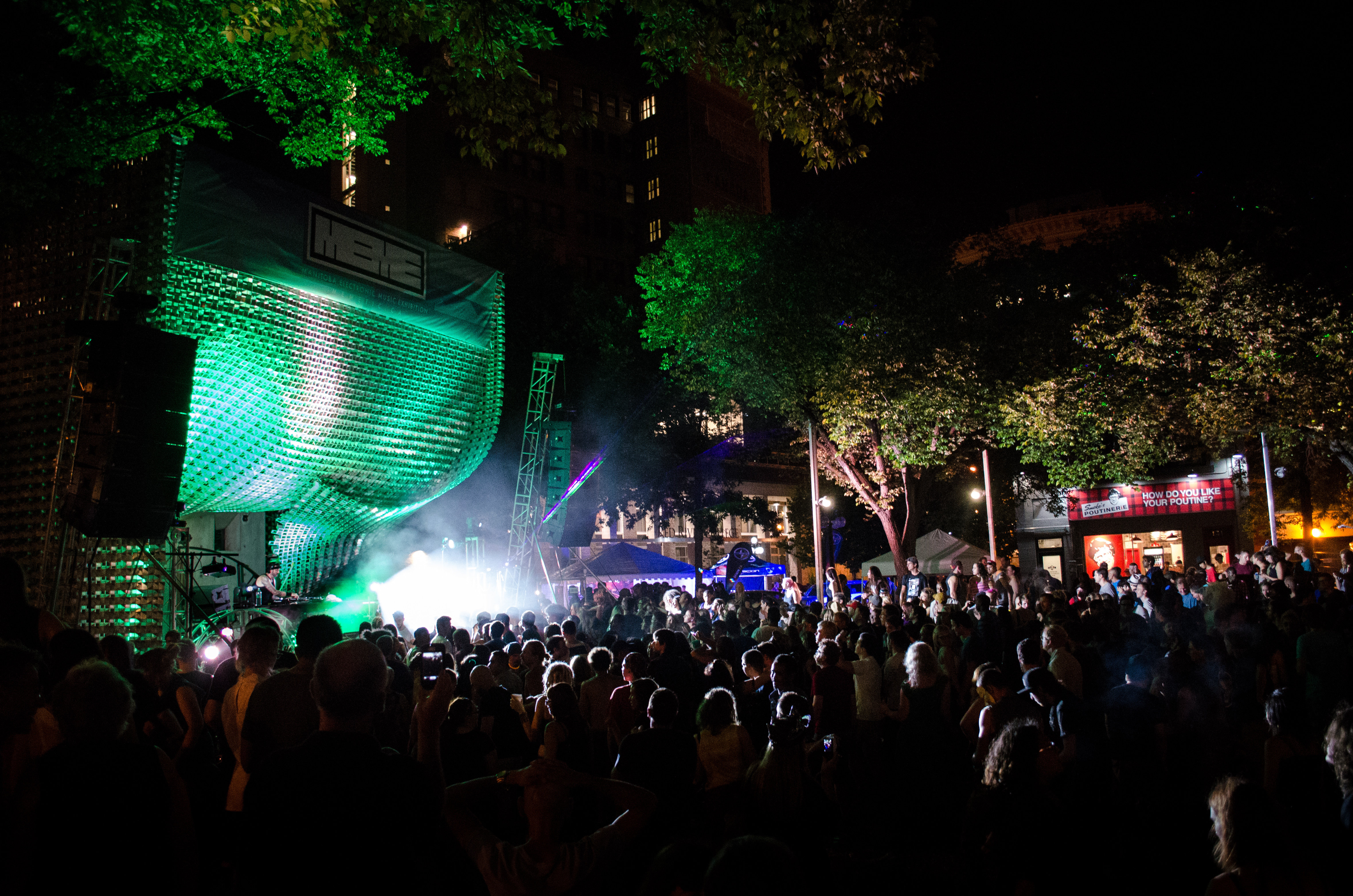
Exposición de música electrónica de Manitoba en 2013

The Weakerthans, grupo de indie-rock nominado a los premios Juno, se formó en 1997. Pronto obtuvieron el reconocimiento de la crítica y una base de seguidores locales, aunque muchos los conocen sobre todo por su irónico saludo a su ciudad natal «One Great City!» (¡Una gran ciudad!), que incluye la frase «I hate Winnipeg» (Odio Winnipeg).
Otros artistas y grupos de Manitoba en los géneros del rock y el pop son The Waking Eyes, Royal Canoe, Imaginary Cities y Chic Gamine.
Manitoba también ha hecho importantes contribuciones en otros ámbitos de la música, además del pop. Existe una tradición coral que se remonta a principios del siglo XX. Manitoba también tiene tradición de ópera, vodevil y música clásica. La composición multicultural de Manitoba está influida por las culturas del mundo.
La leyenda del jazz Lenny Breau, también de Winnipeg, tuvo un profundo impacto en la música de Randy Bachman. Es un guitarrista de jazz de fama mundial, conocido por su estilo de punteo rápido con los dedos y su capacidad para sonar con tres guitarras a la vez. El guitarrista de jazz Ed Bickert también nació en Manitoba.
El grupo de country Doc Walker también es popular en la escena de la música country de Manitoba, así como en la de Canadá. Formado en Portage la Prairie en 1996, el grupo ha producido una extensa discografía que incluye numerosos singles y álbumes. Entre las canciones más populares de Doc Walker se incluyen Do It Right, Rocket Girl y Beautiful Life. A partir de 2022, el músico country William Prince también ha sido popular.
Además, el músico electrónico Aaron Funk, también conocido como Venetian Snares, es de y con sede en Winnipeg, Manitoba. Venetian Snares lleva creando música electrónica por computadora desde mediados de la década de 1990 y es pionero del género breakcore. En 2016, publicó un álbum realizado íntegramente con sintetizadores analógicos modulares. En 2018 publicó un álbum en colaboración con el célebre productor y músico canadiense Daniel Lanois.